# کاراهونج
کاراهونج (به ارمنی: Քարահունջ) یک سکونتگاه مسکونی در ارمنستان است که در استان سیونیک واقع شده‌است. کاراهونج در ۶۴ کیلومتری شمال کاپان، مرکز استان سیونیک واقع شده است.

## خصوصیات
کاراهونج ۱۹٫۱۶ کیلومترمربع مساحت و ۱٬۳۶۵ نفر جمعیت دارد و در ارتفاع ۱۲۴۰ متر بالاتر از سطح دریا قرار گرفته است.

## جاذبه‌های تاریخی

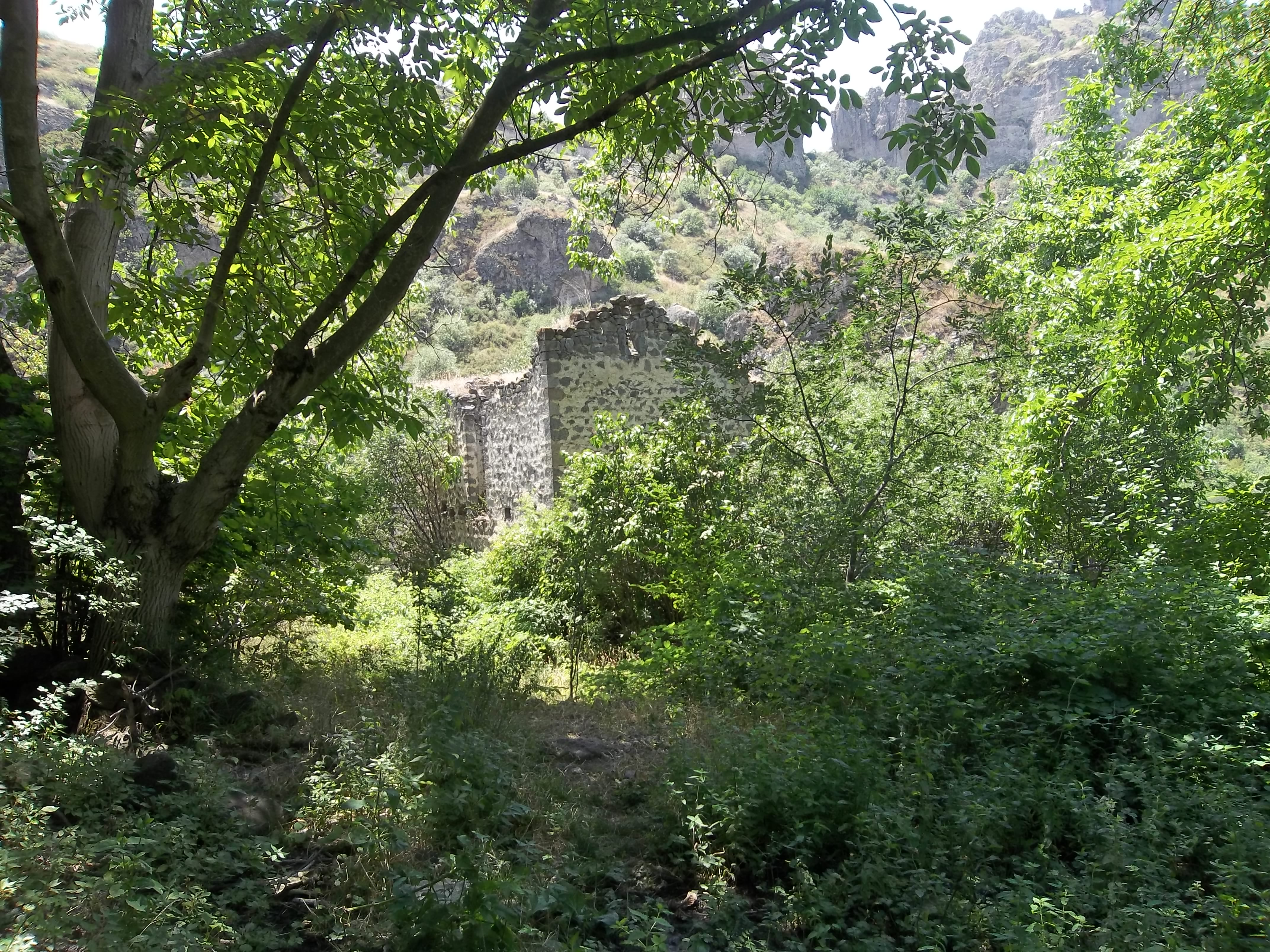
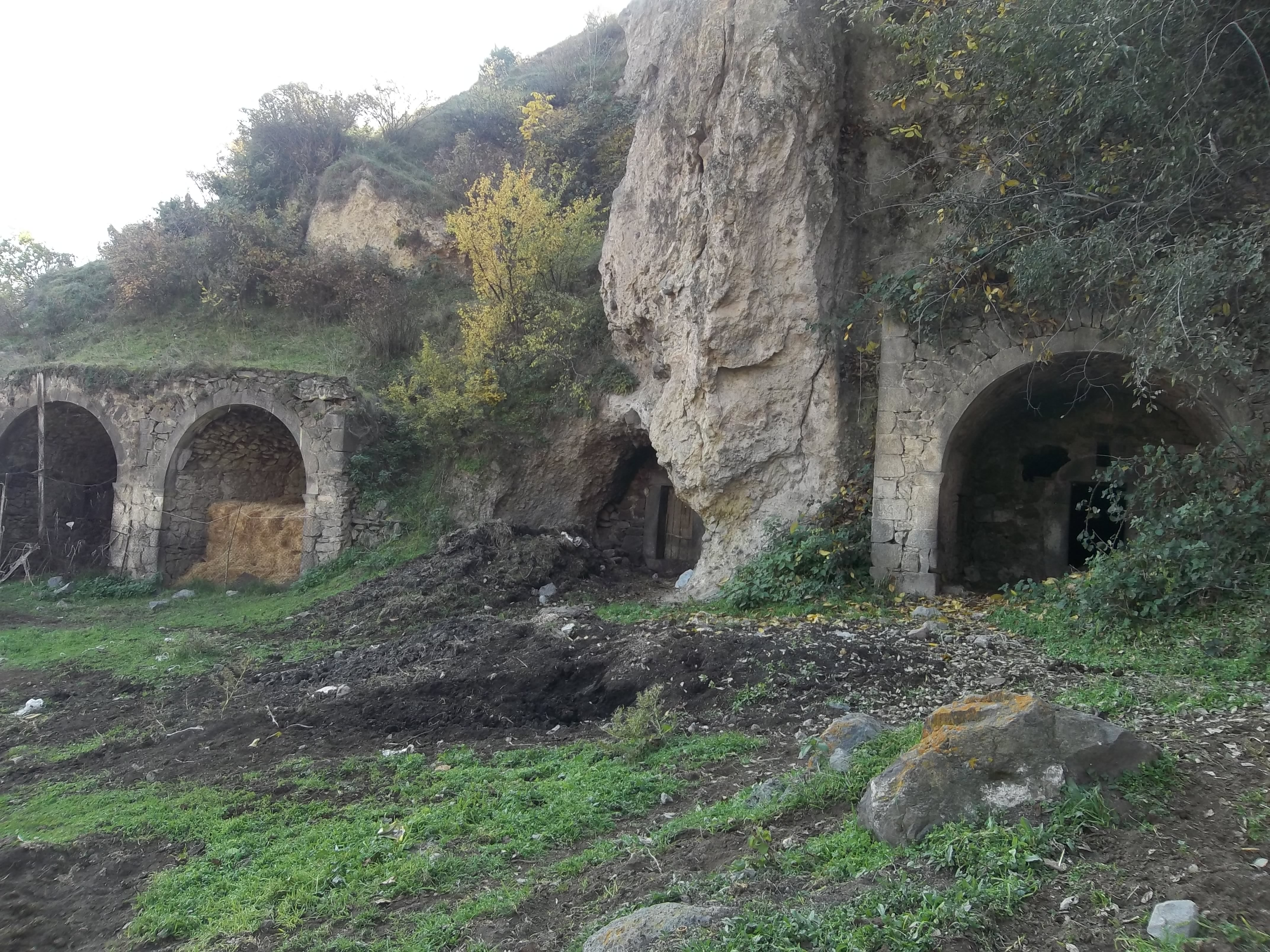
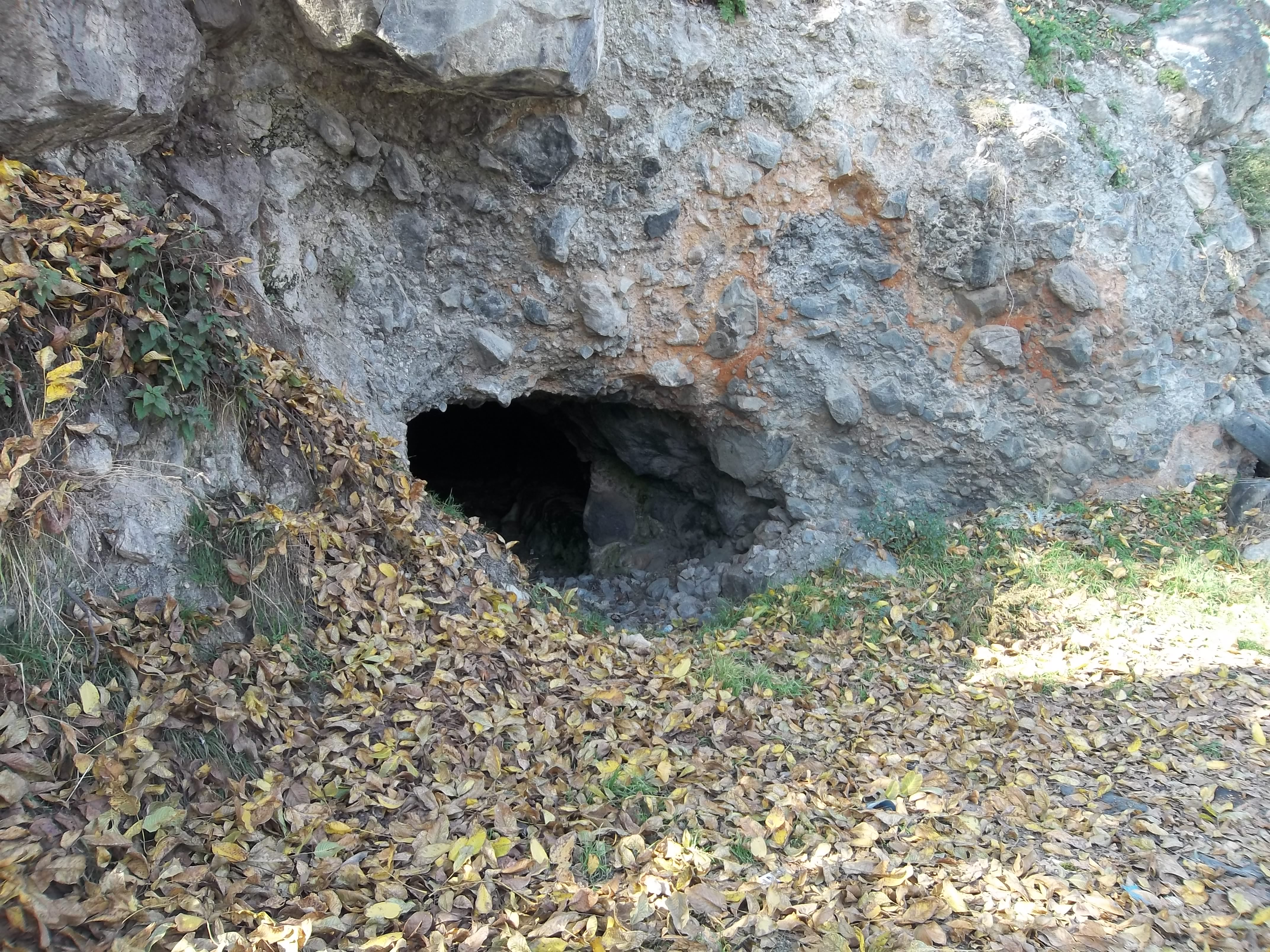
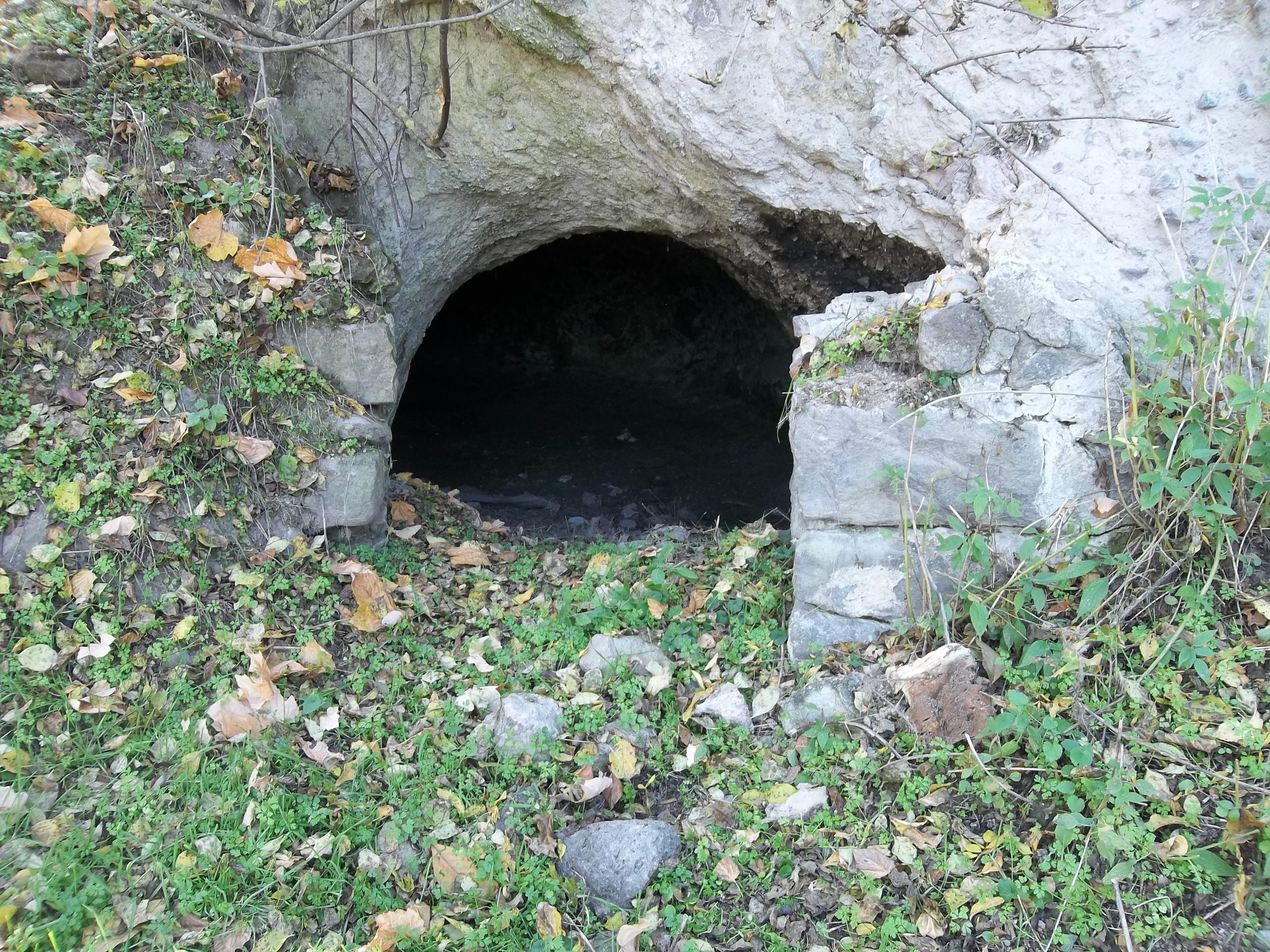
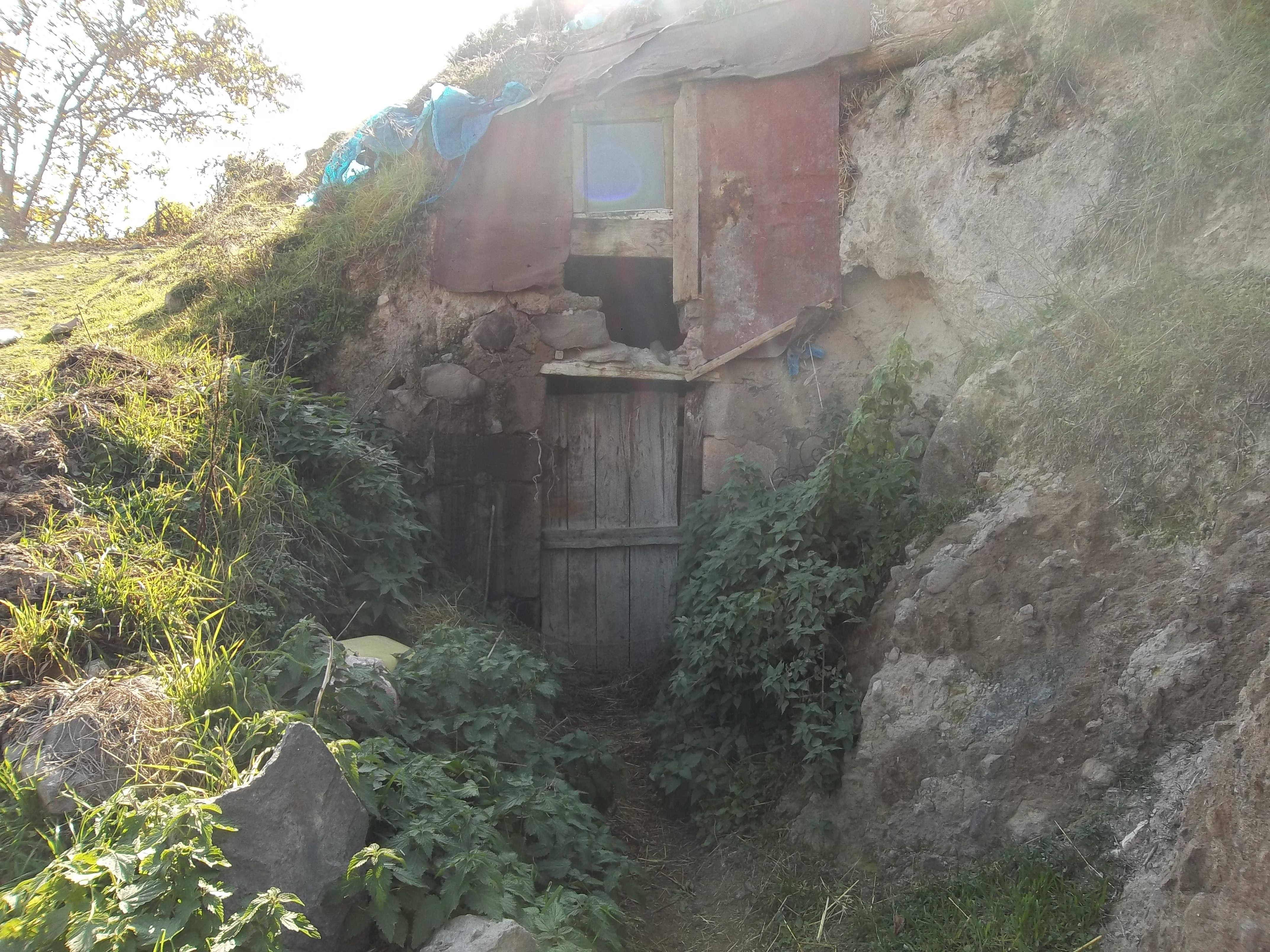
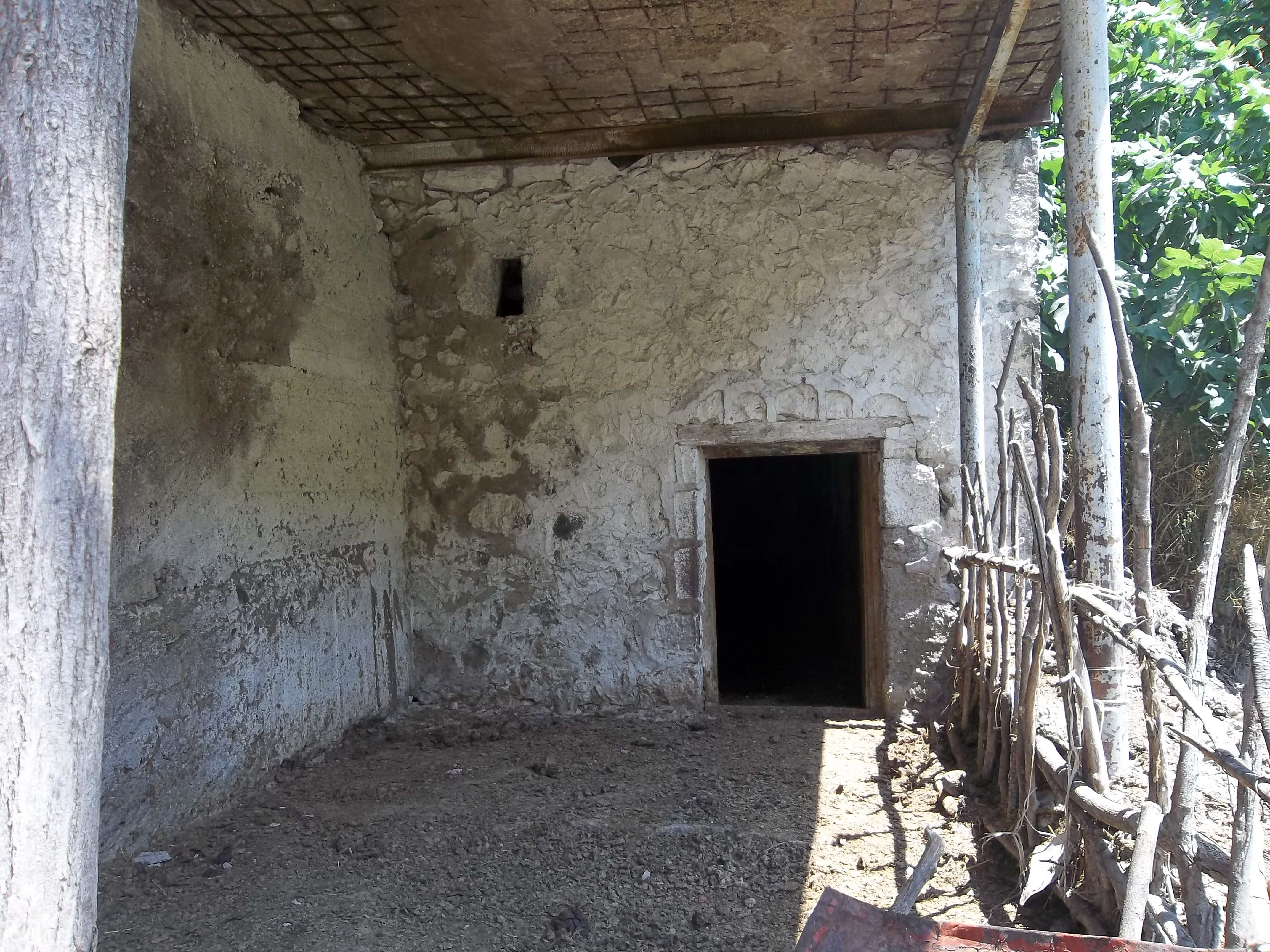
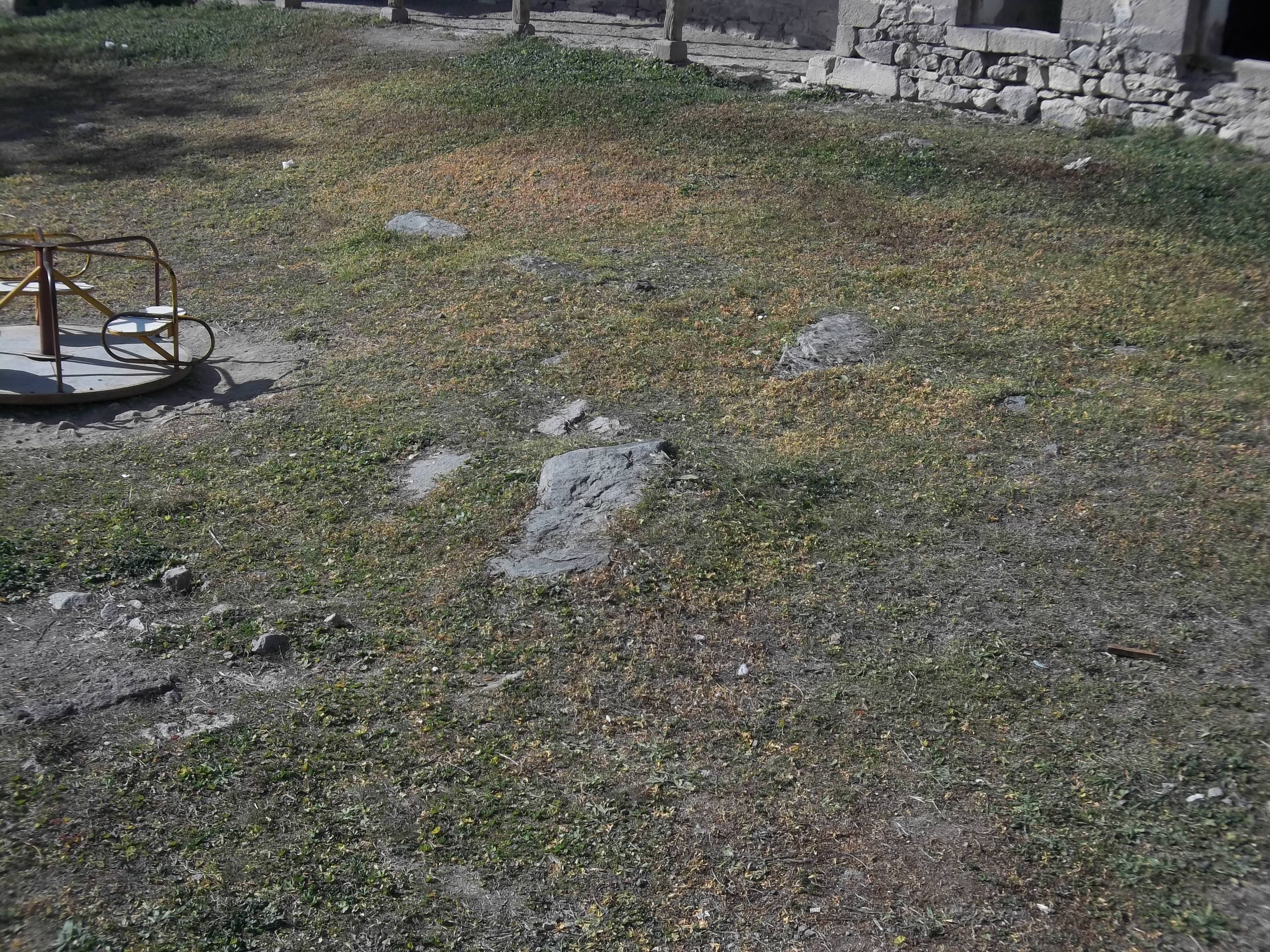
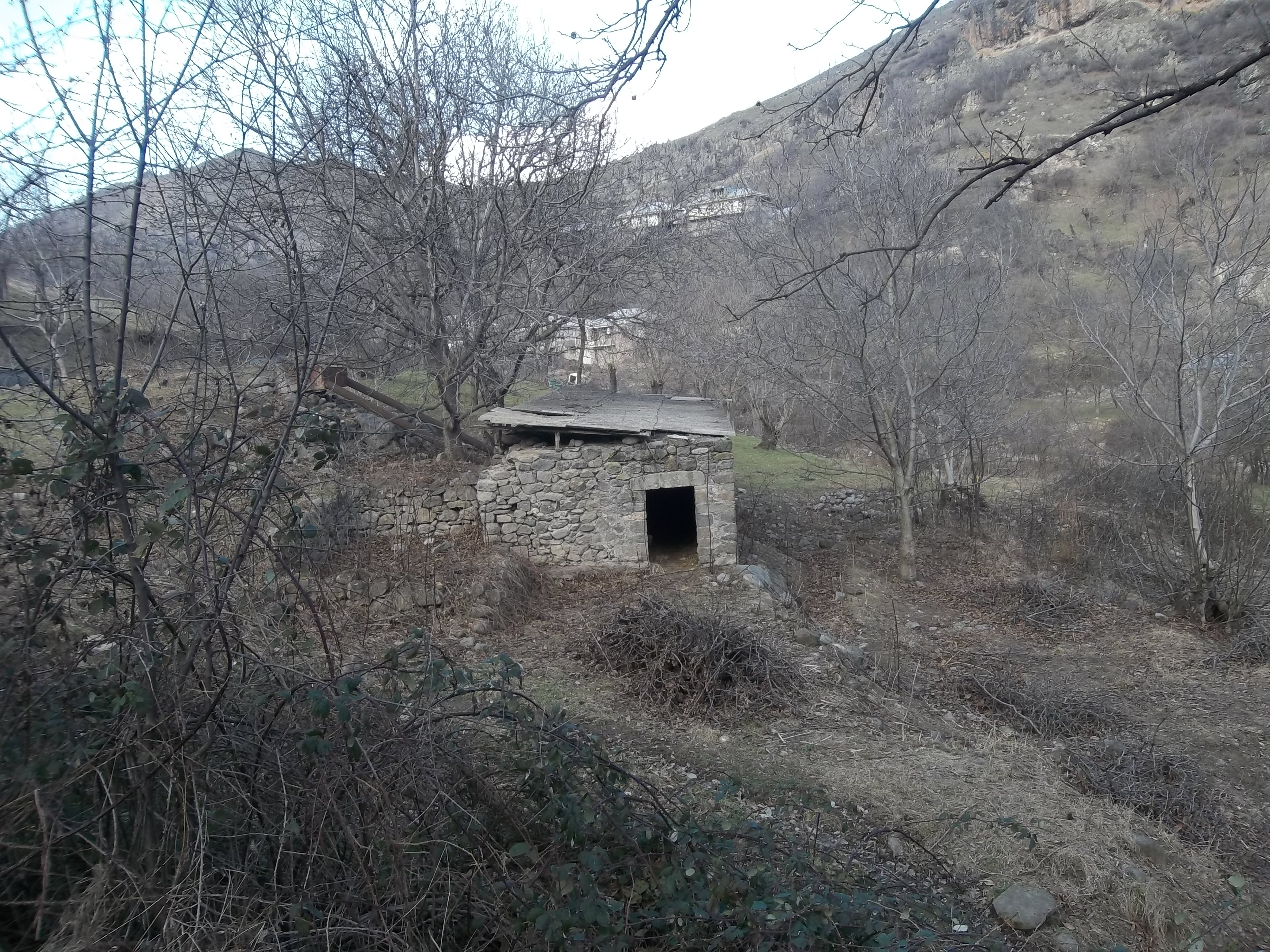
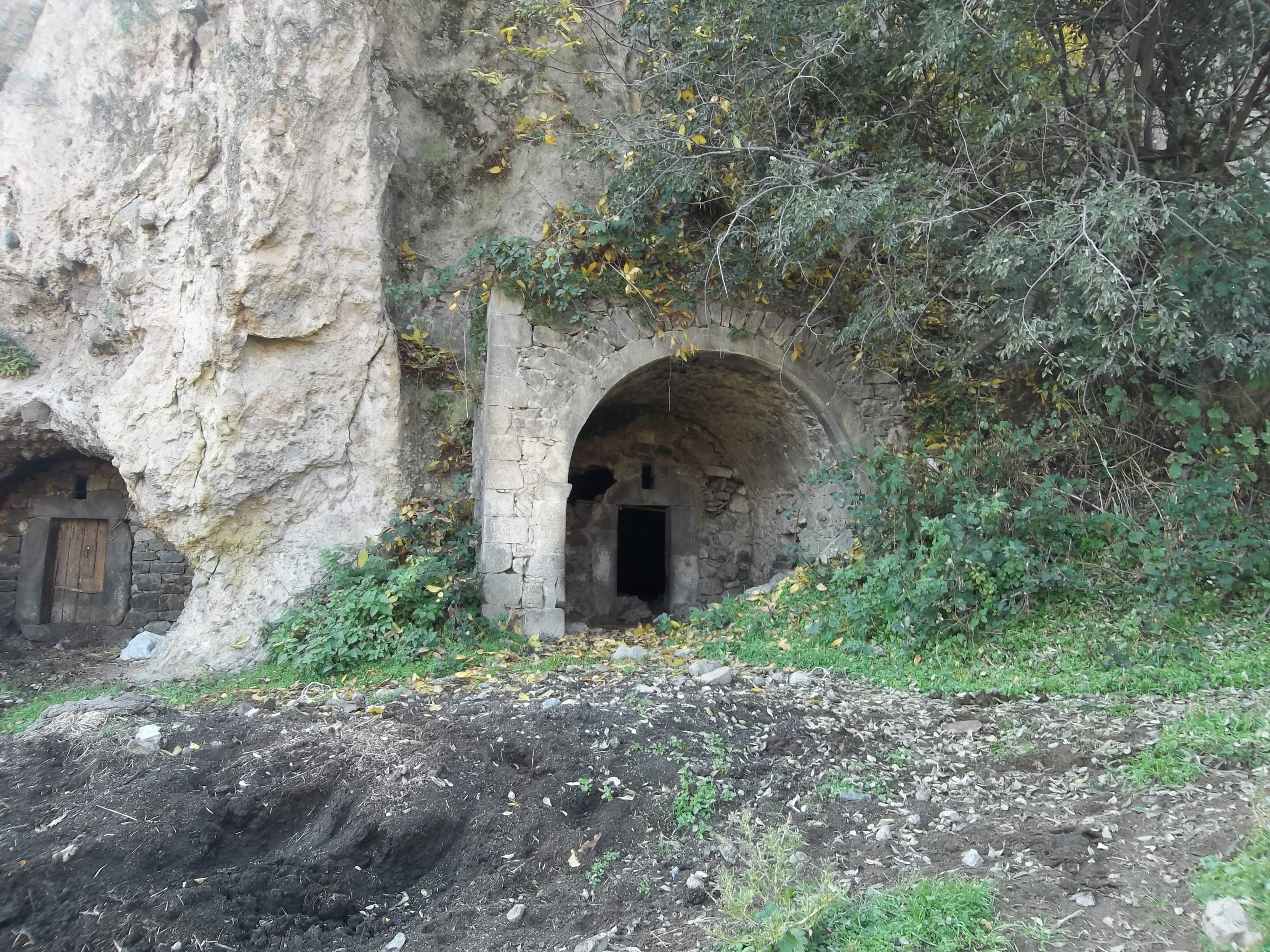
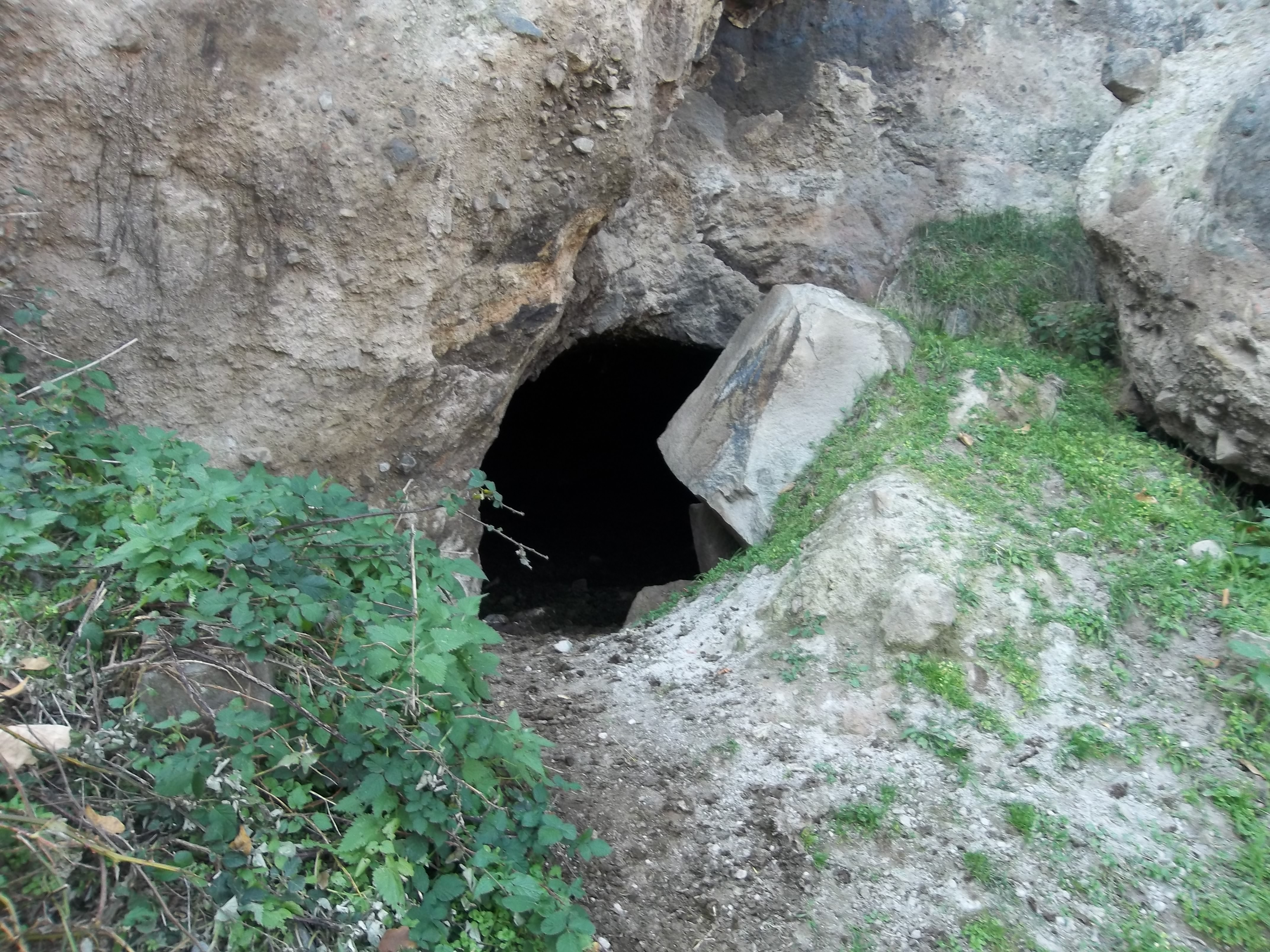
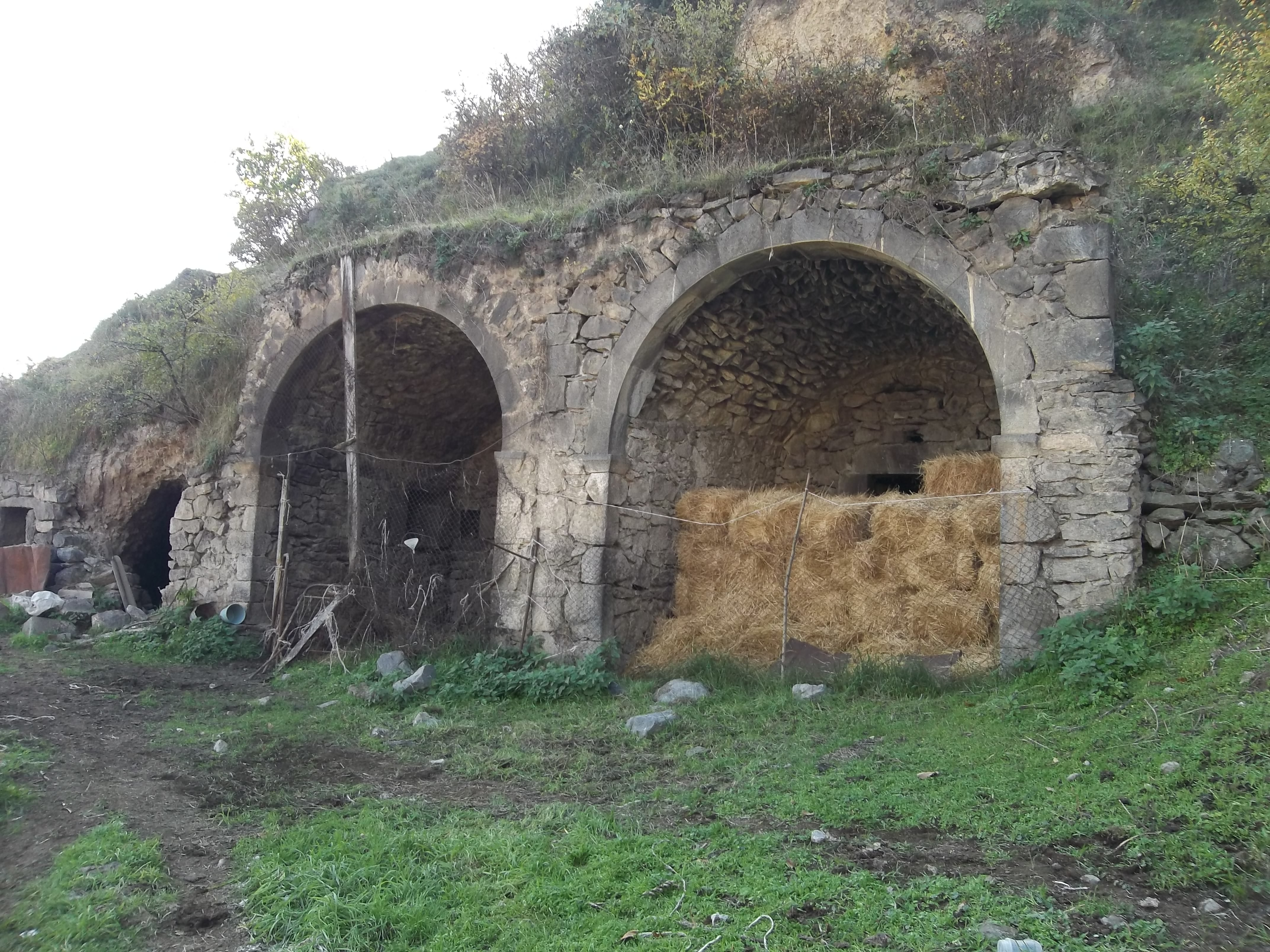
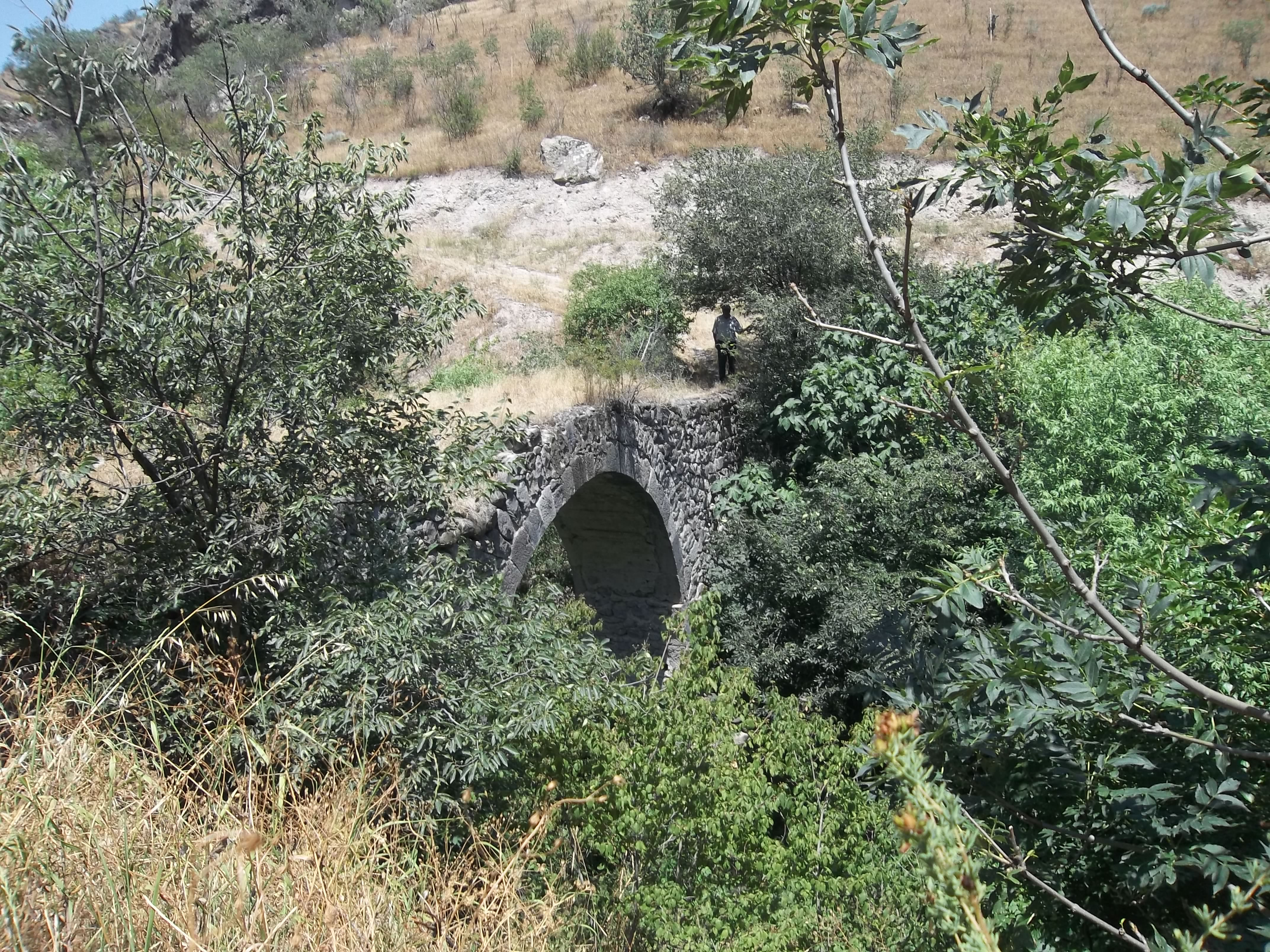
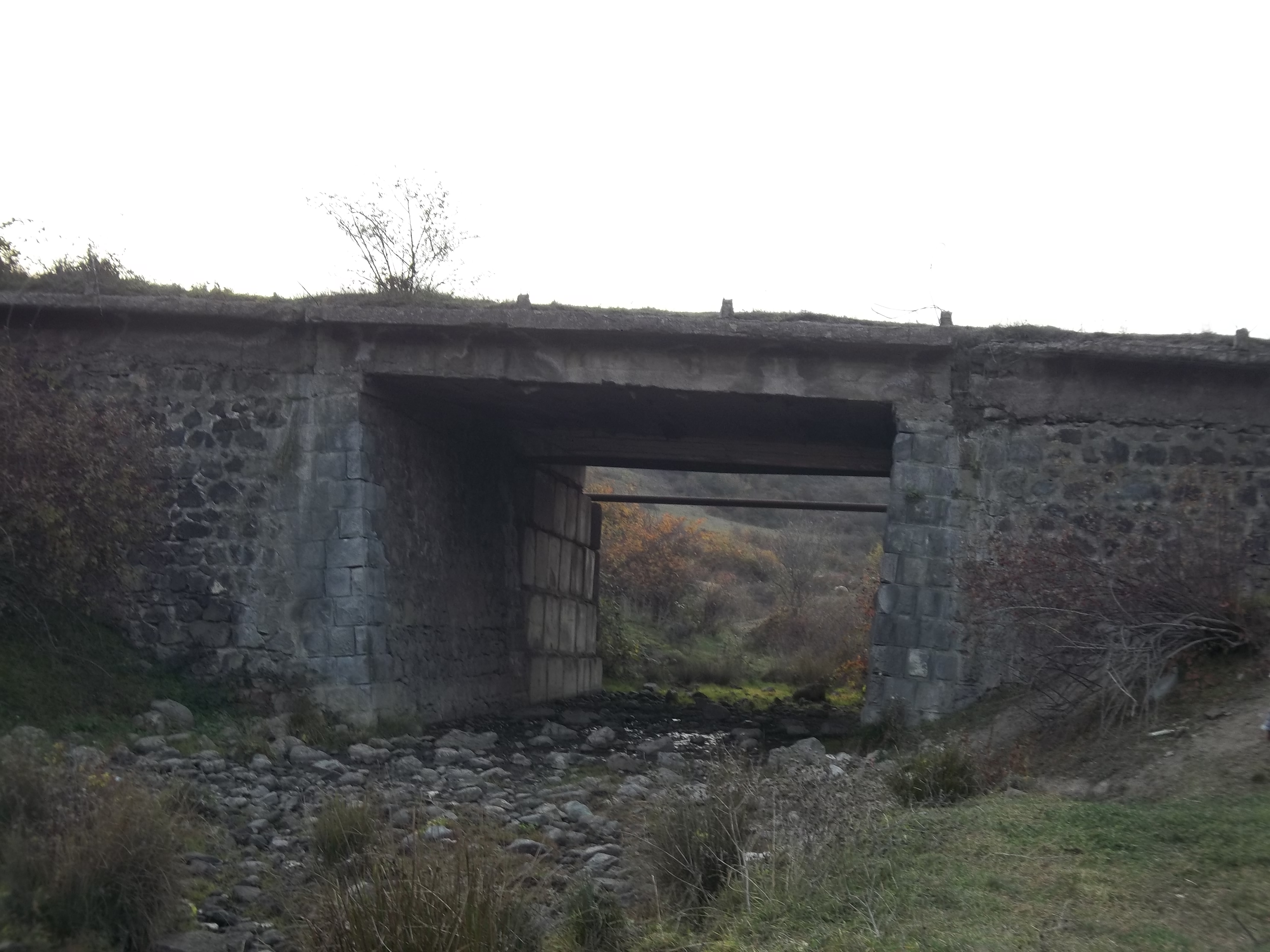
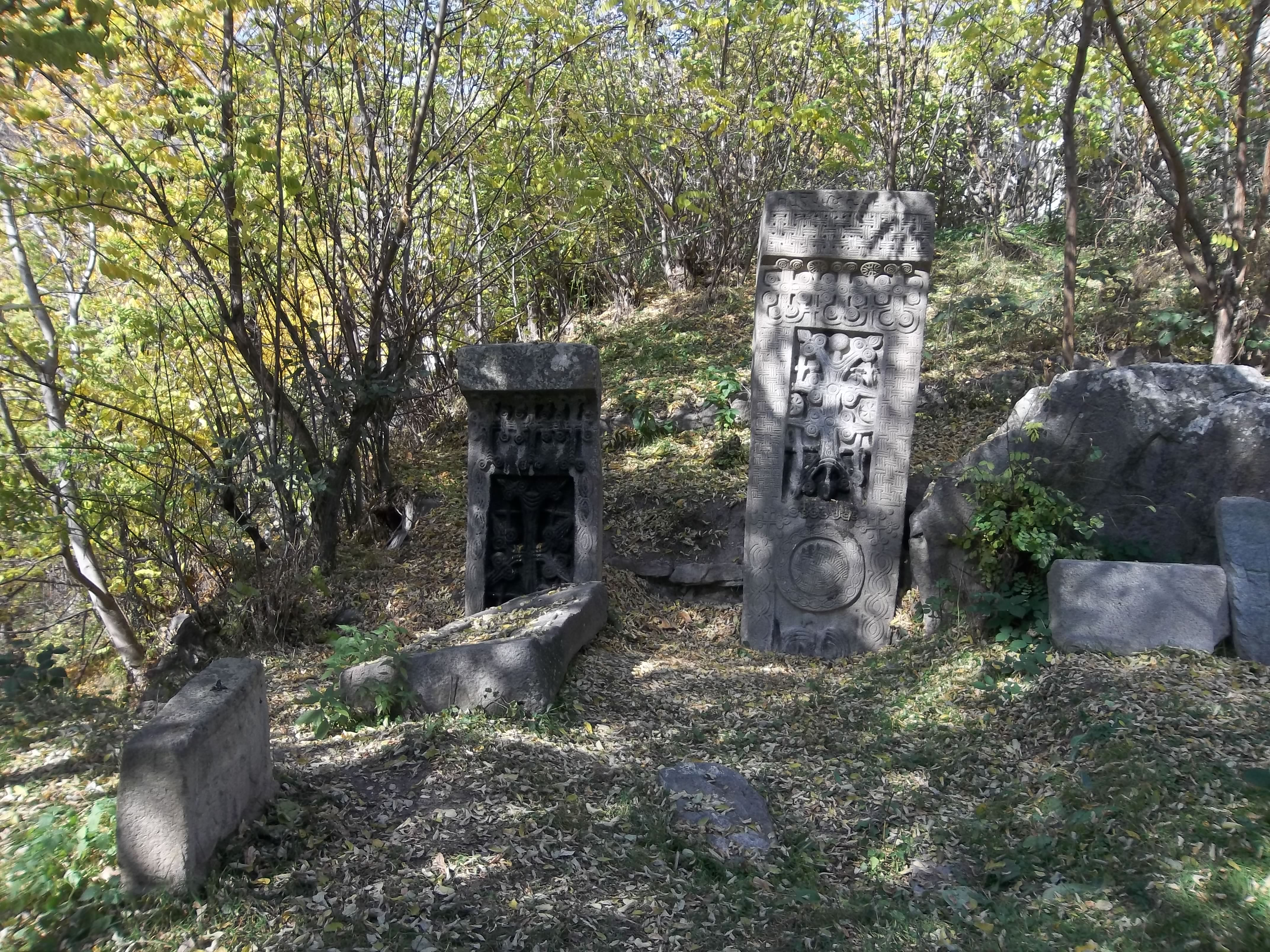
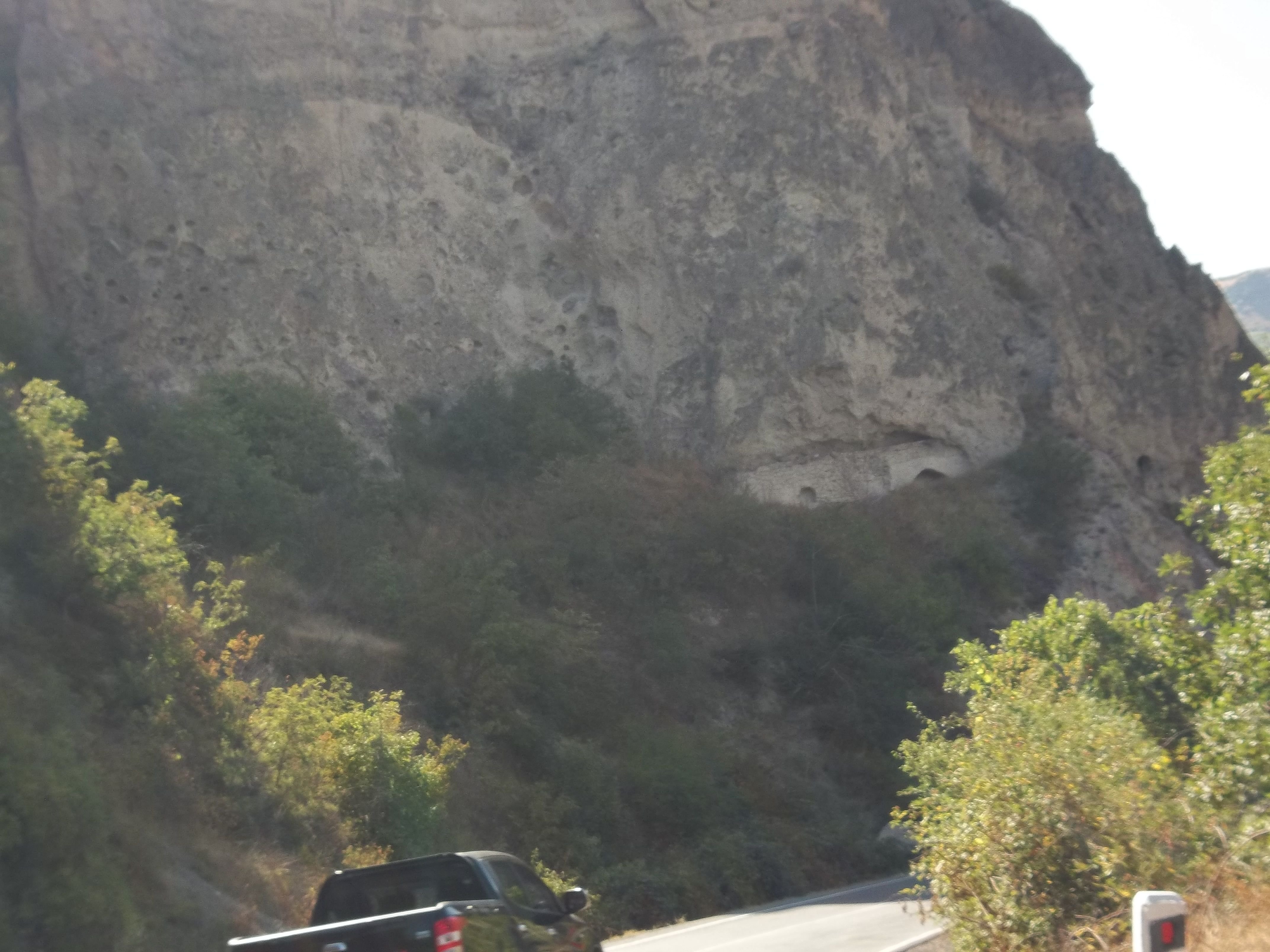
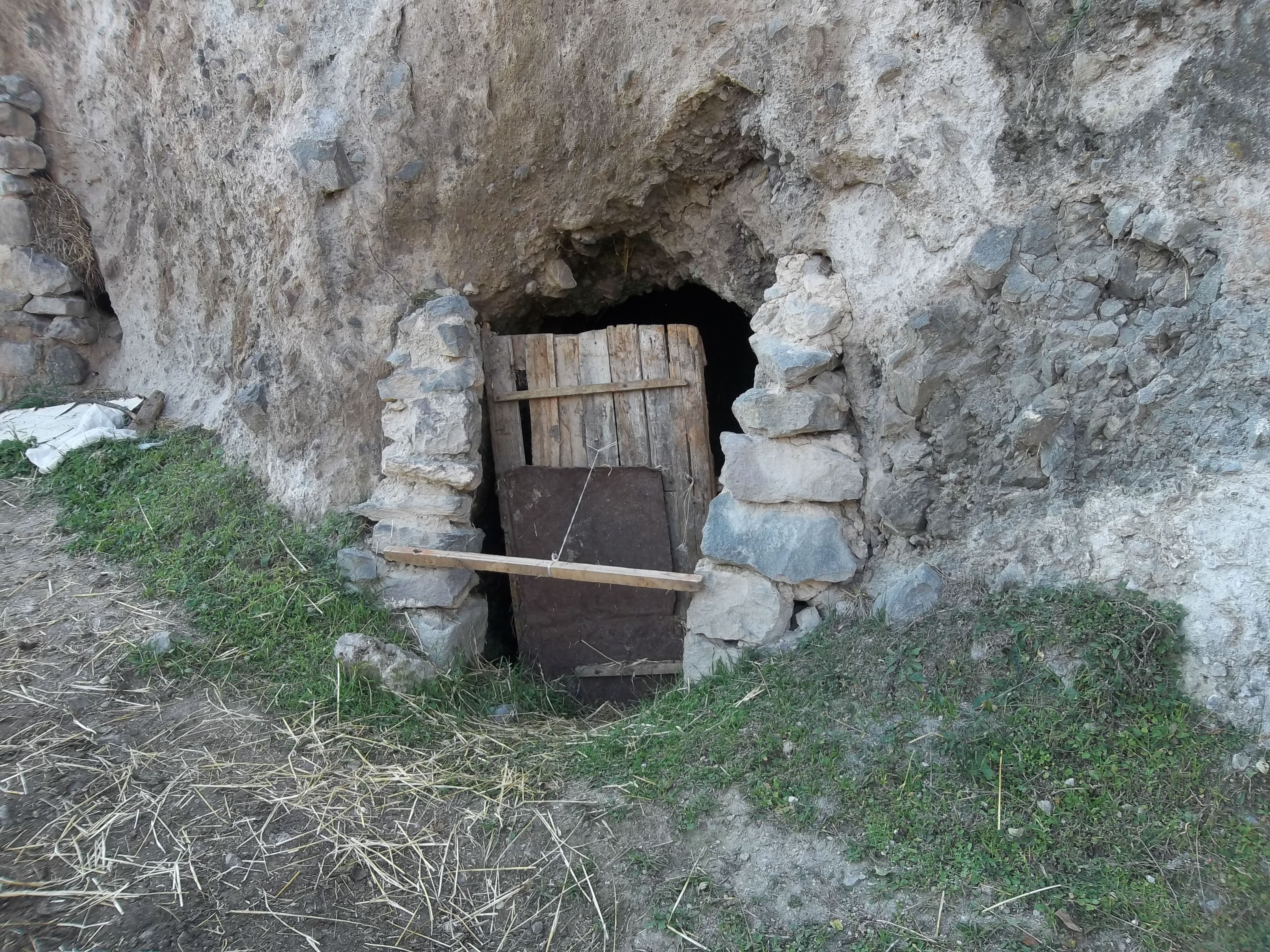
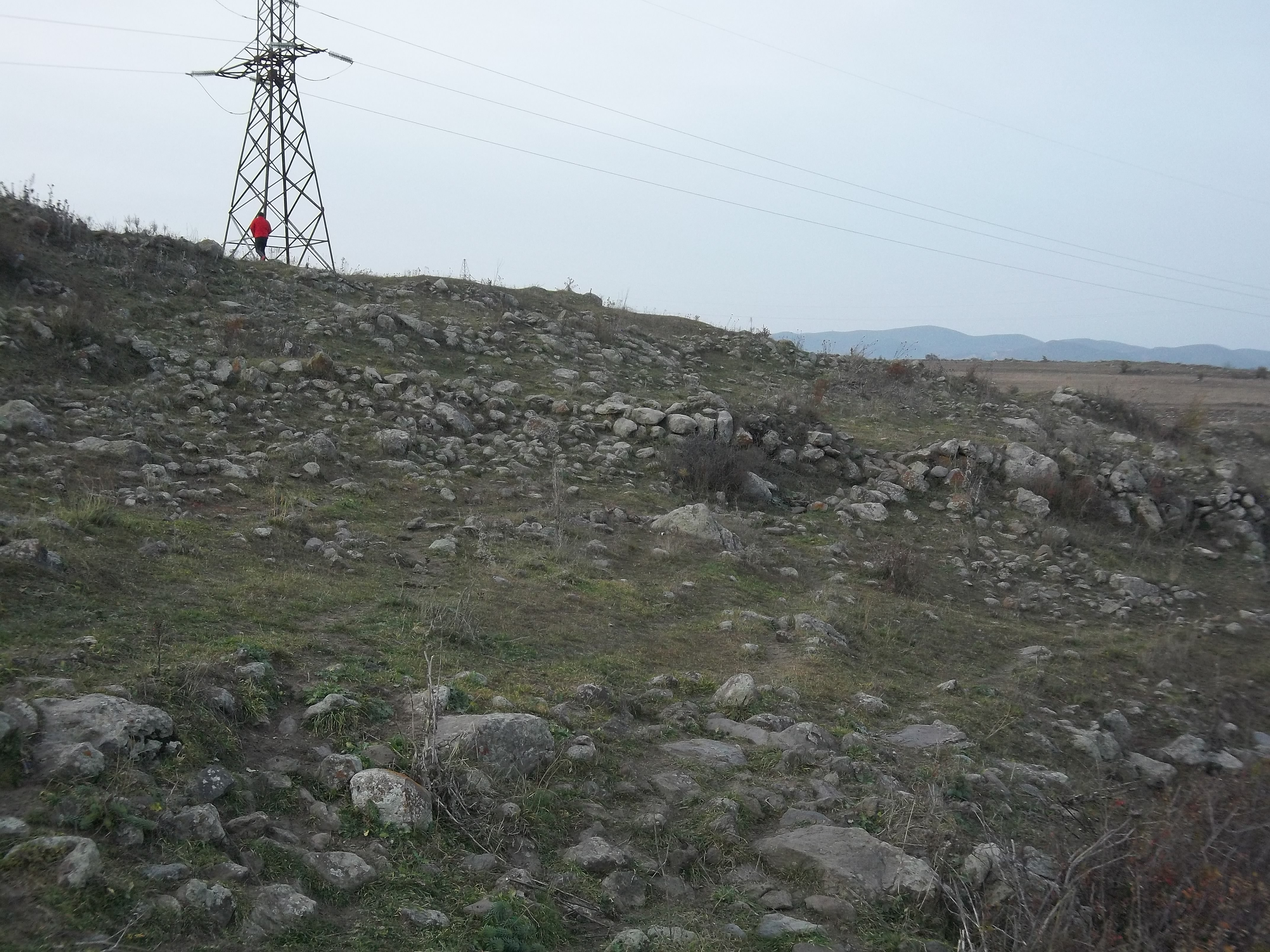
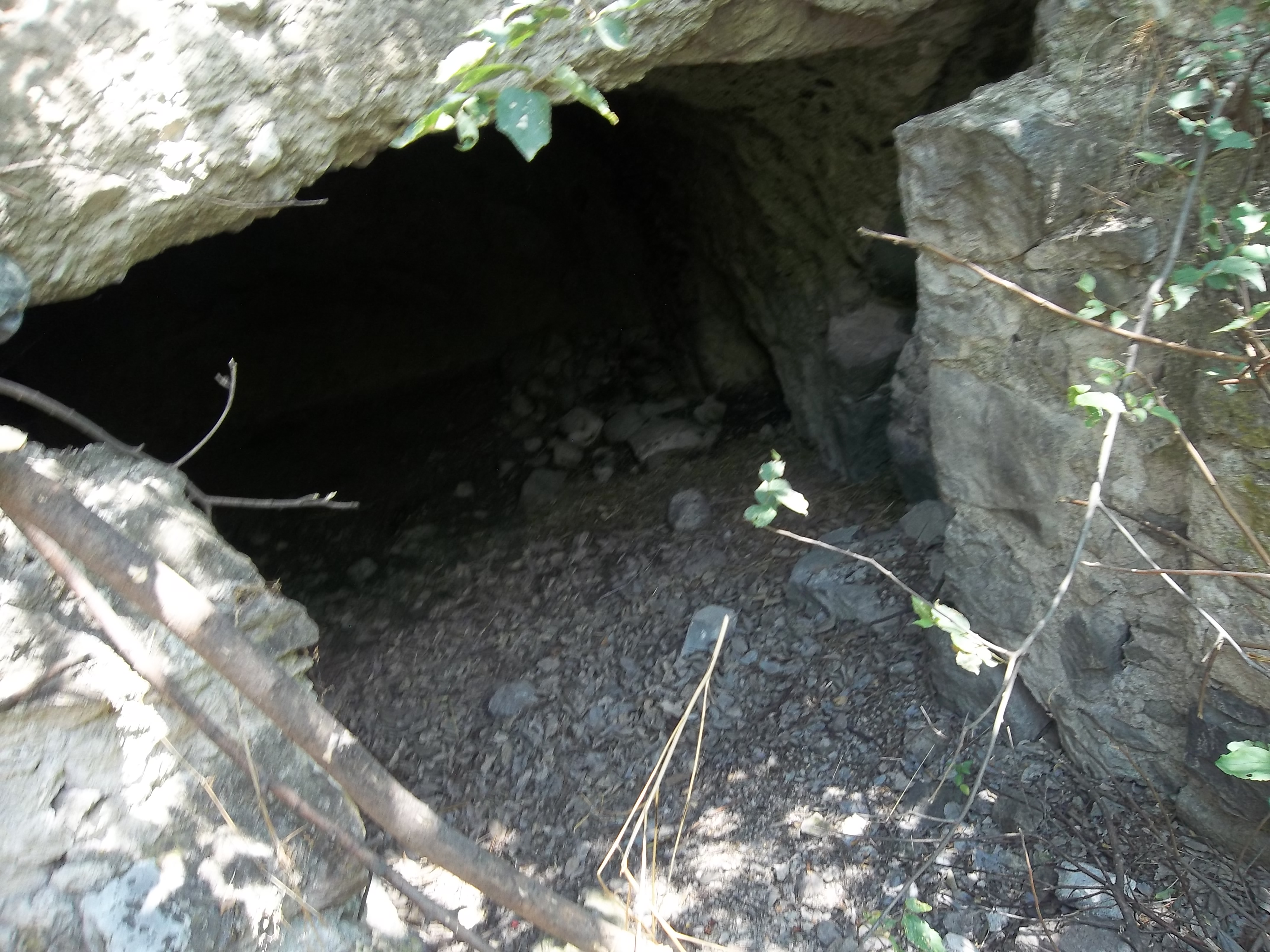
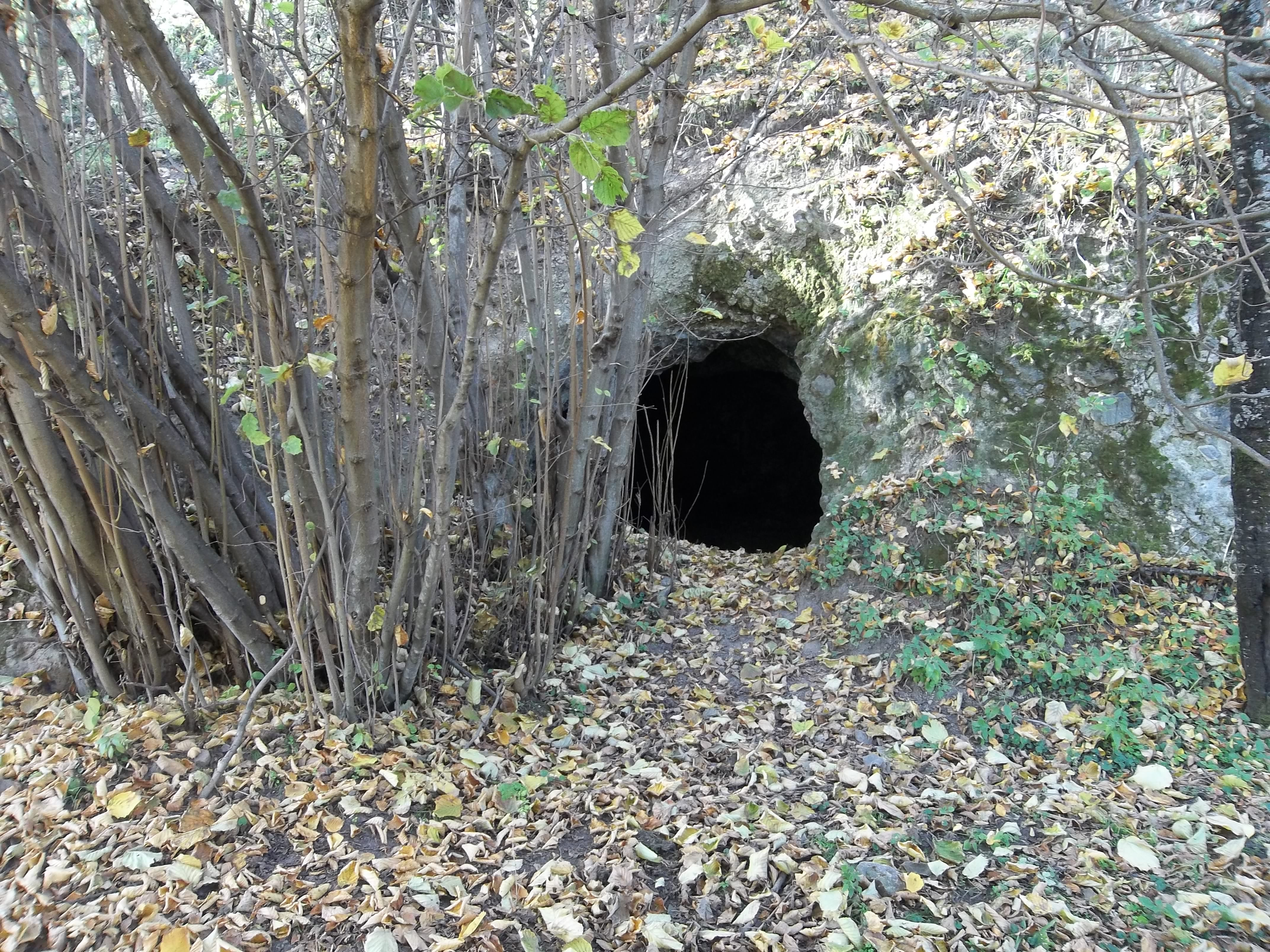
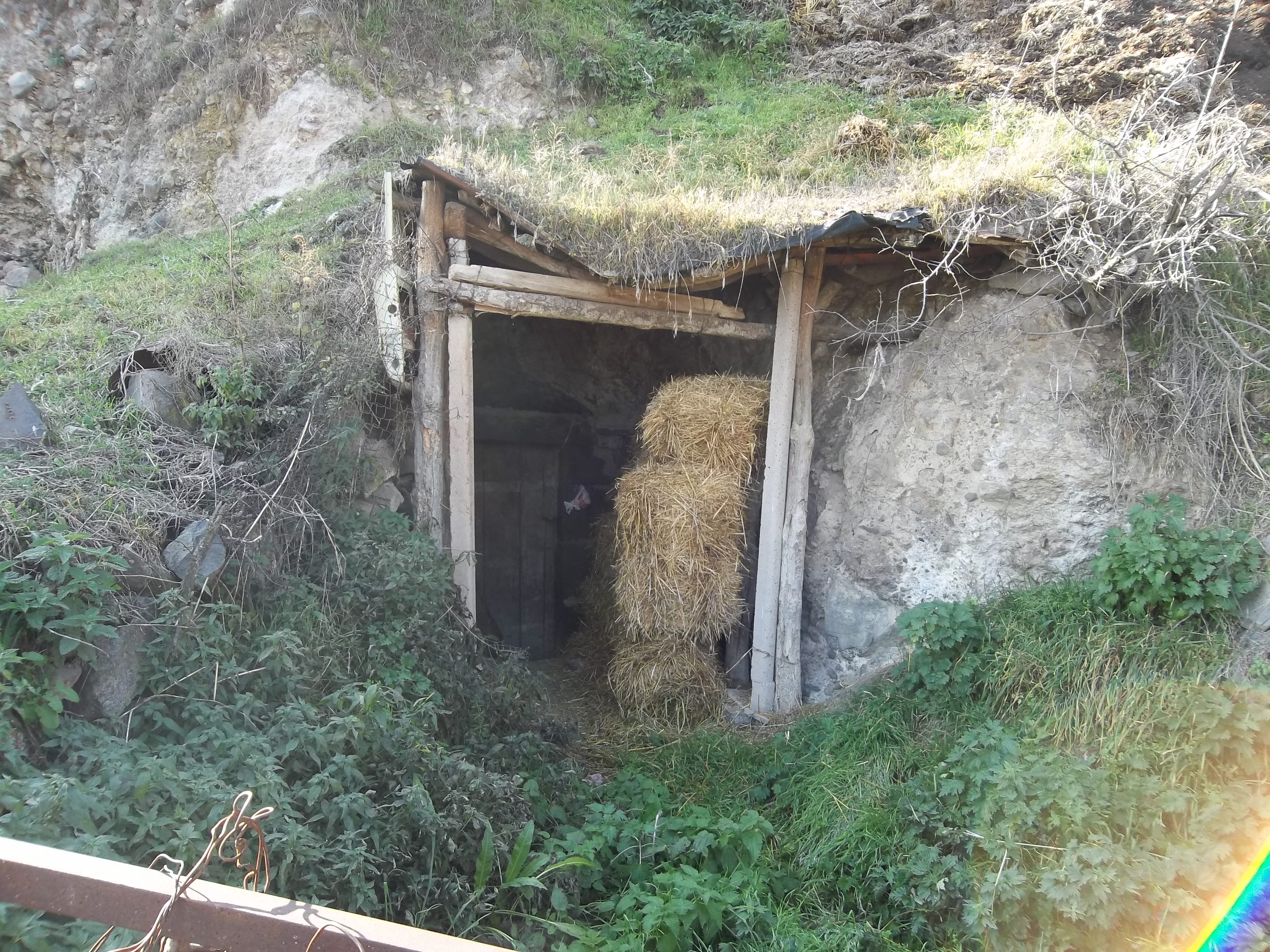
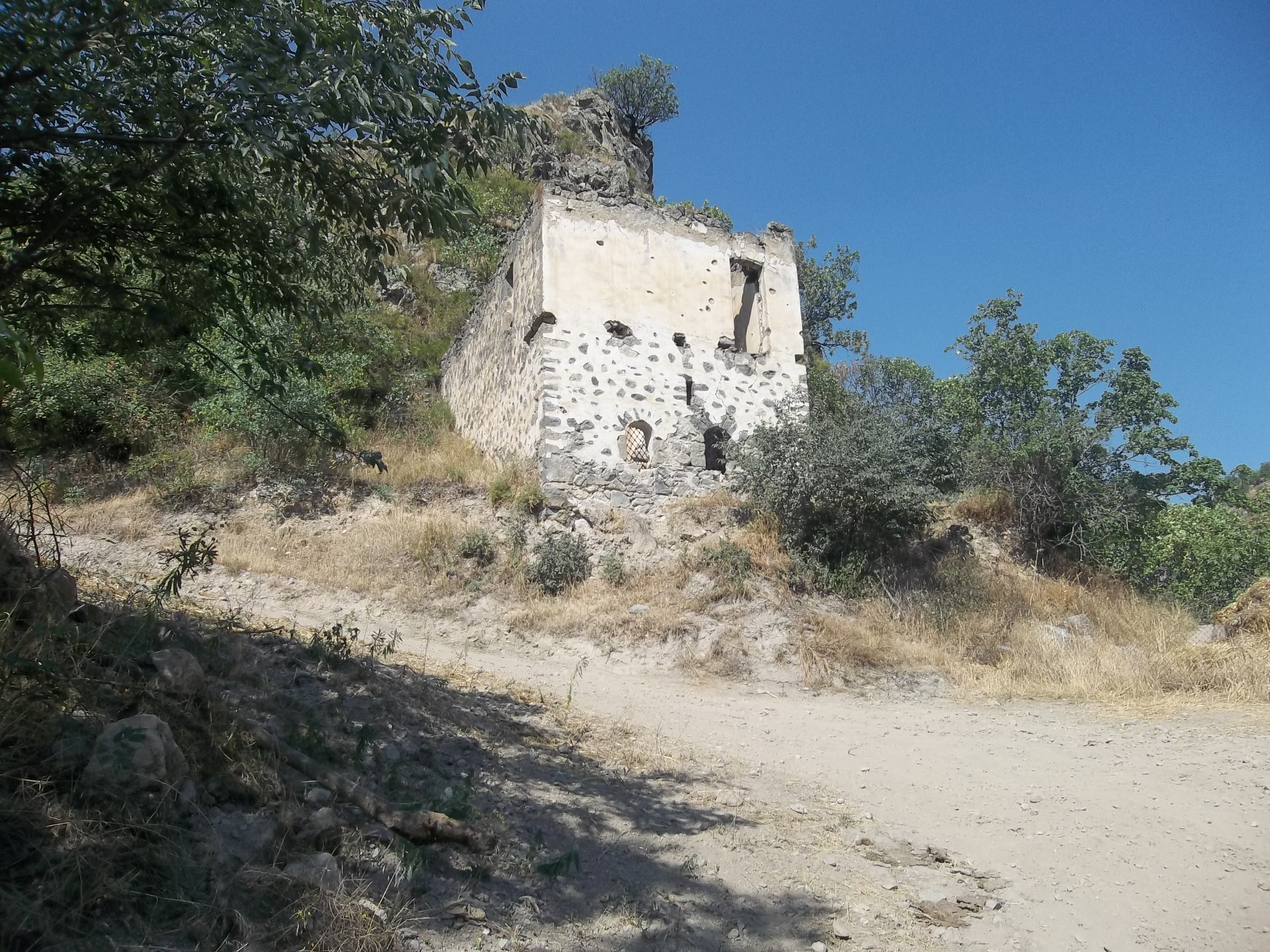
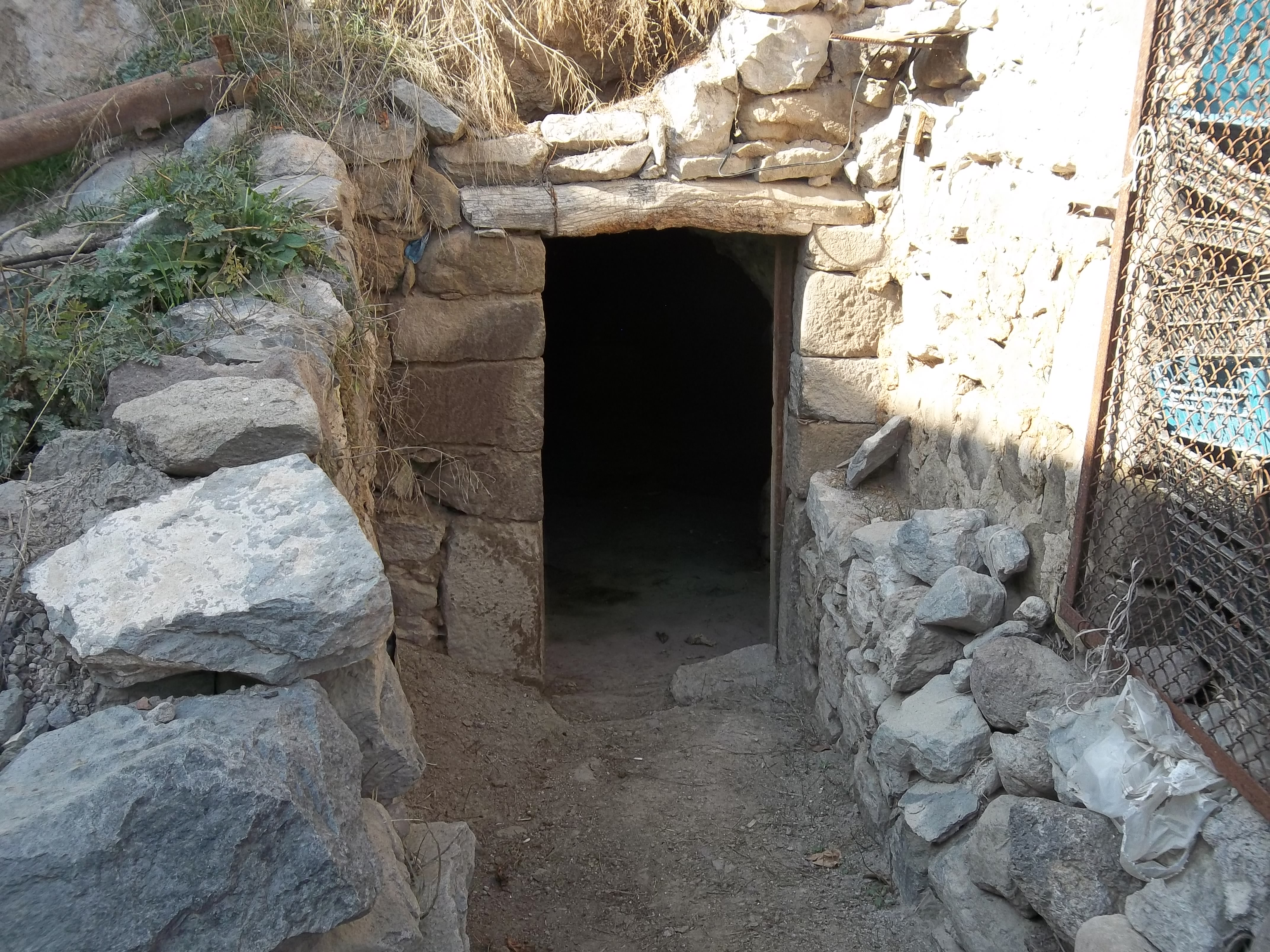
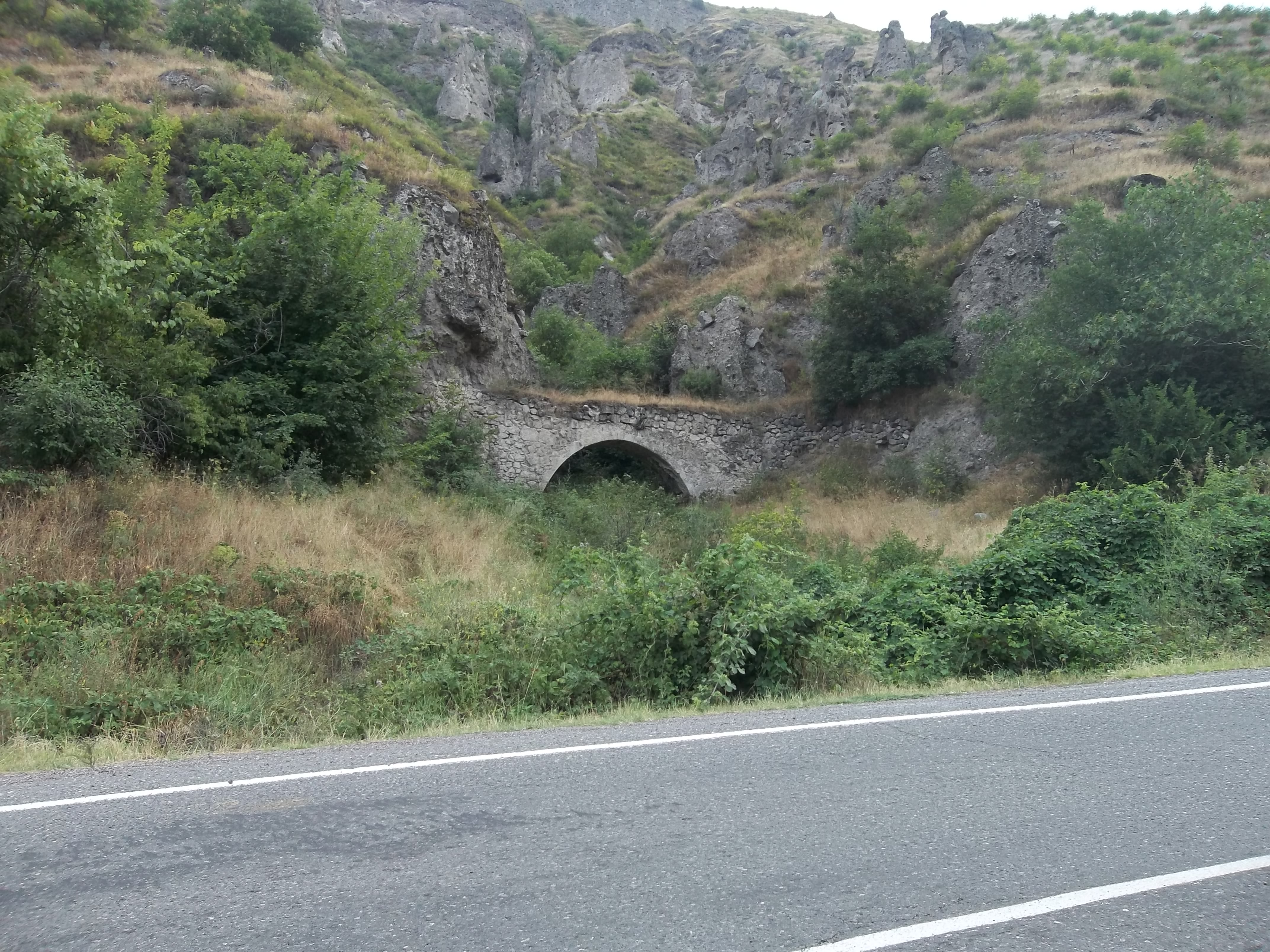
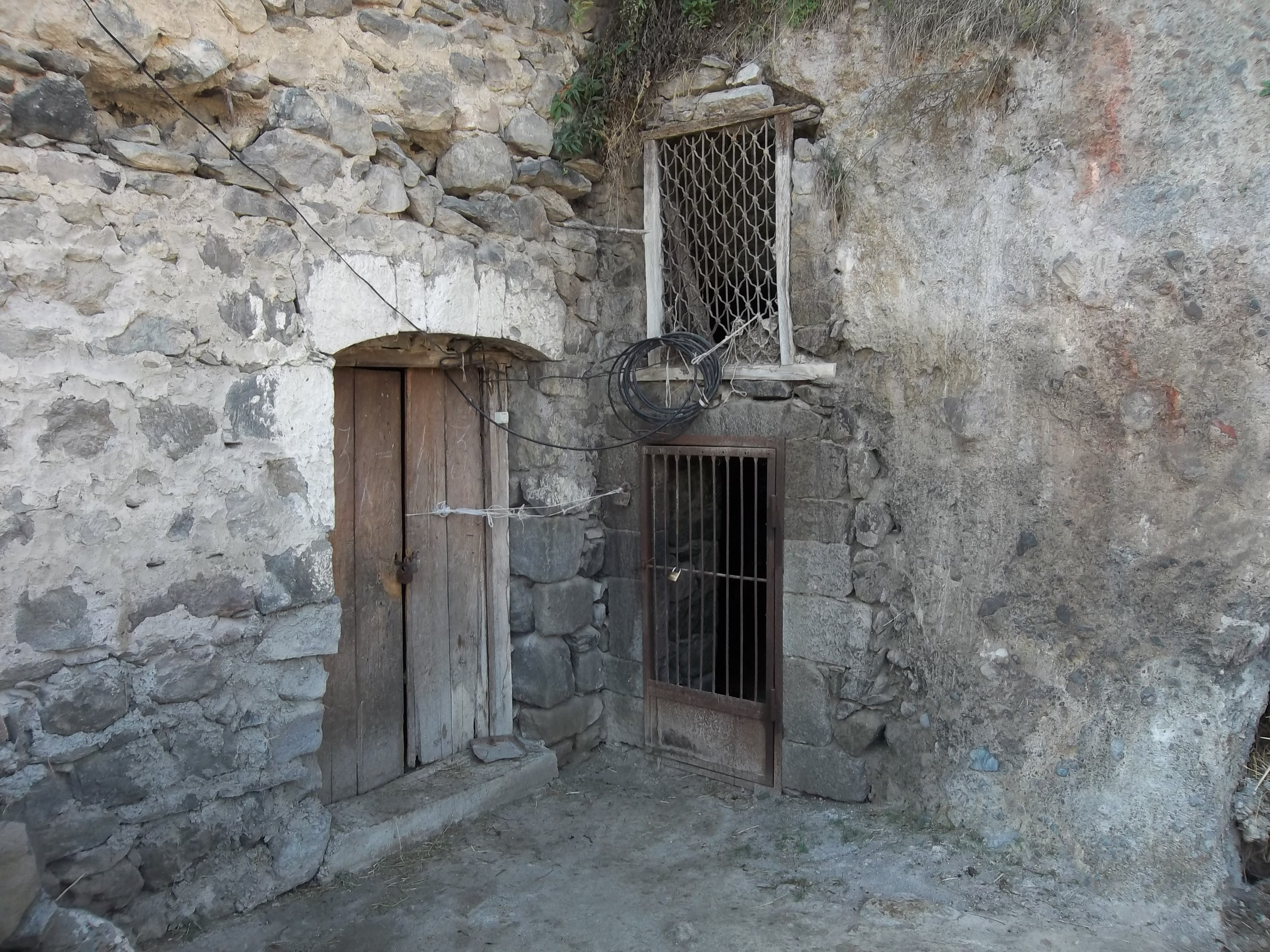
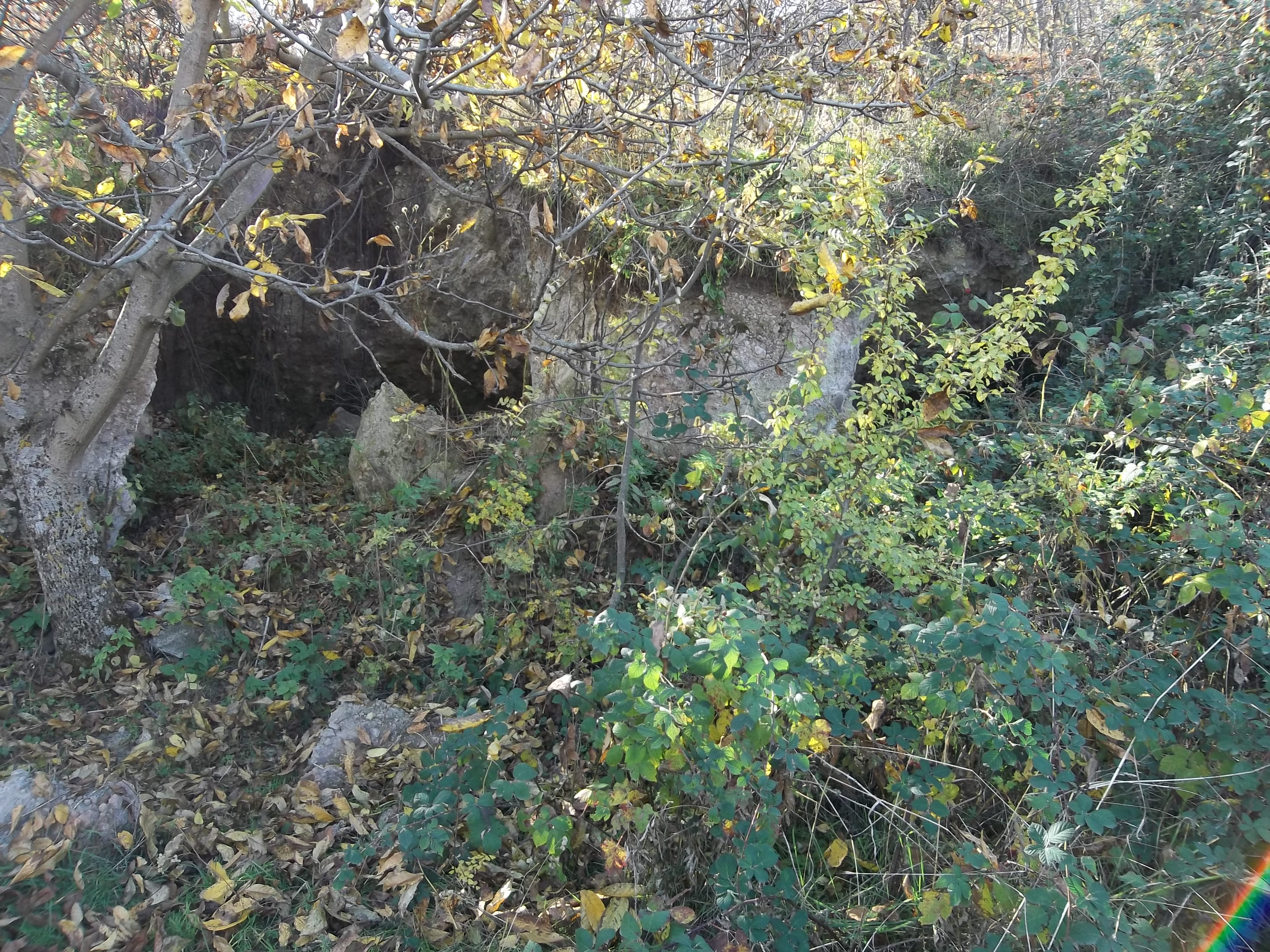
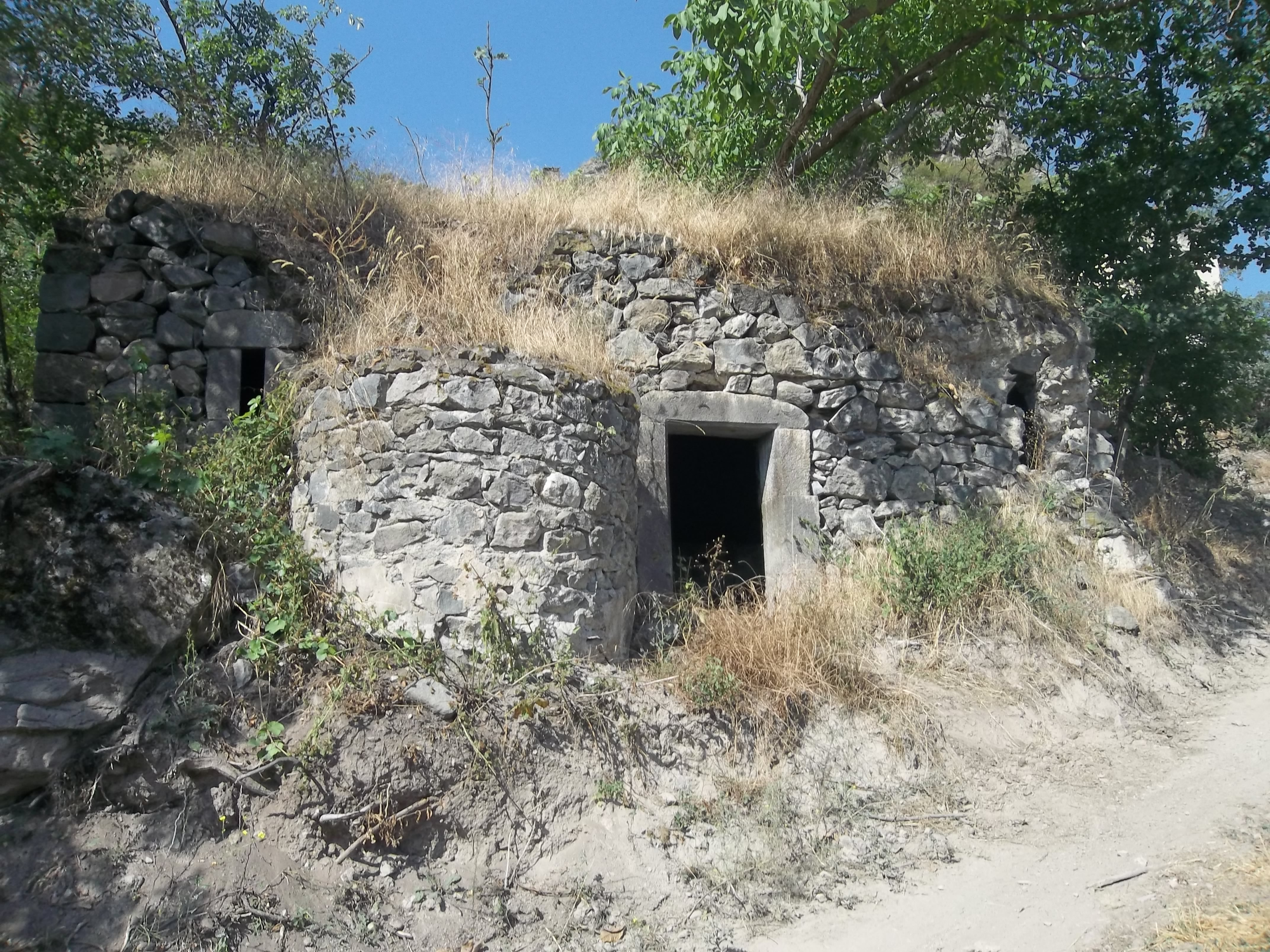
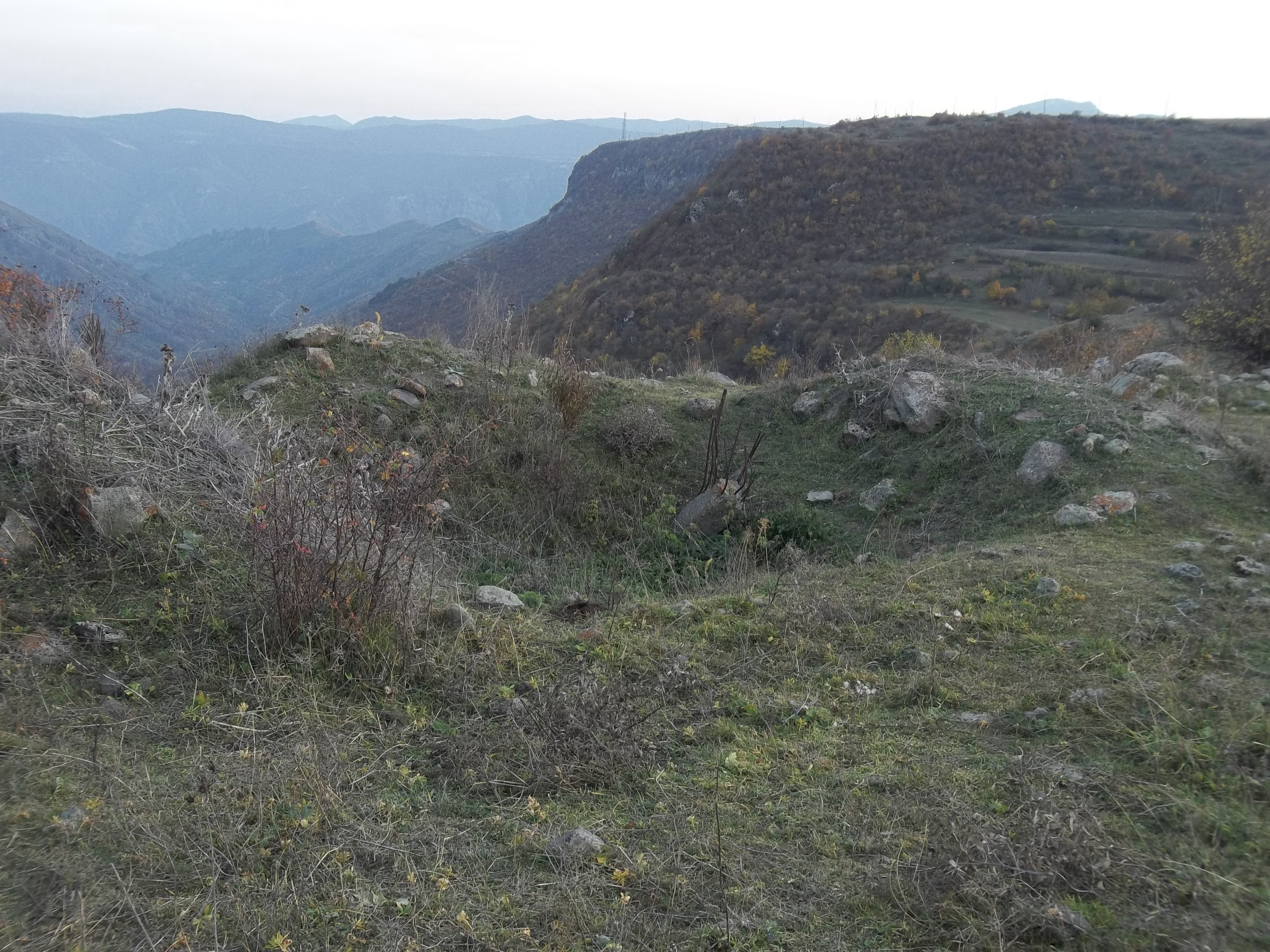
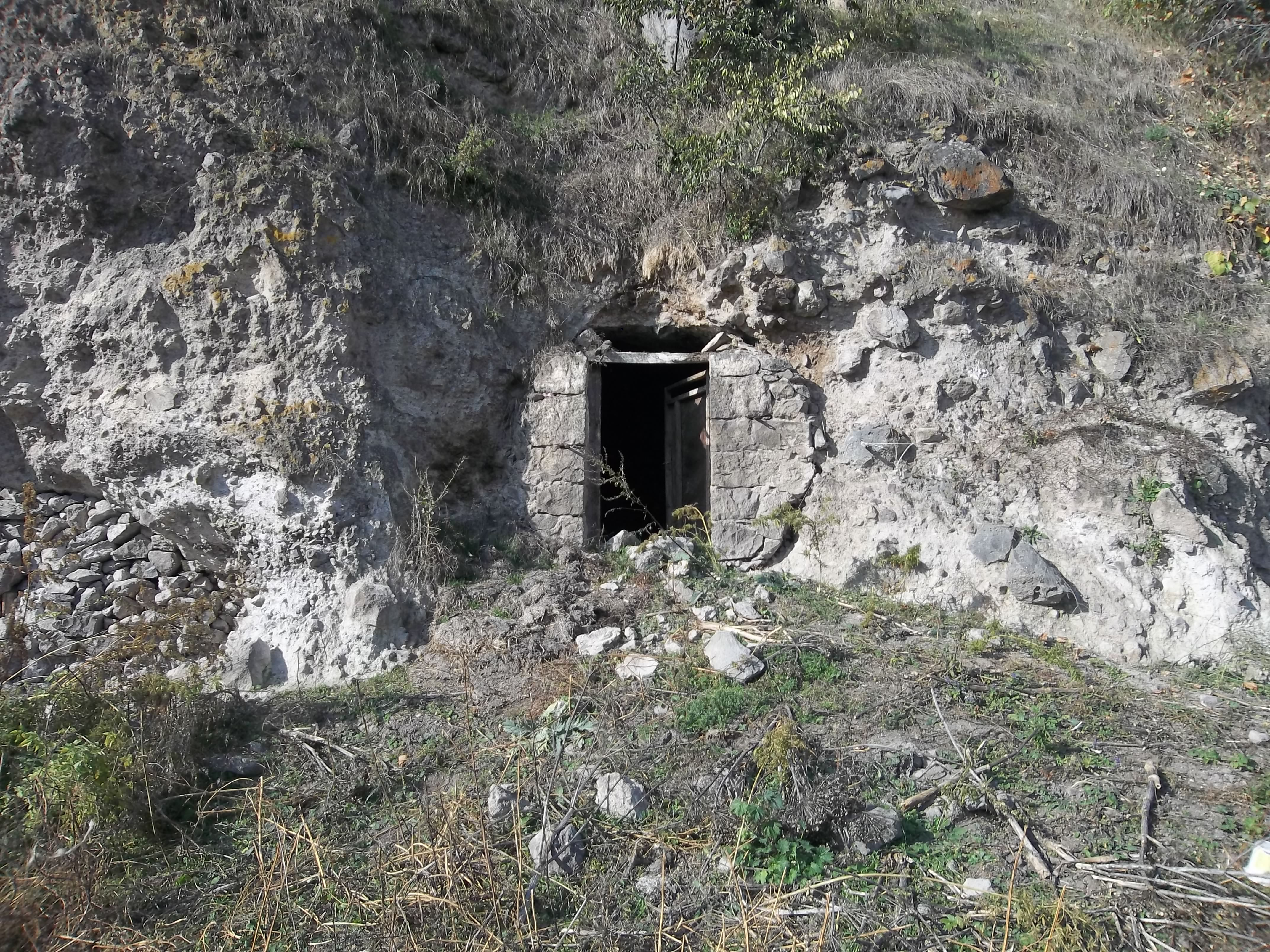
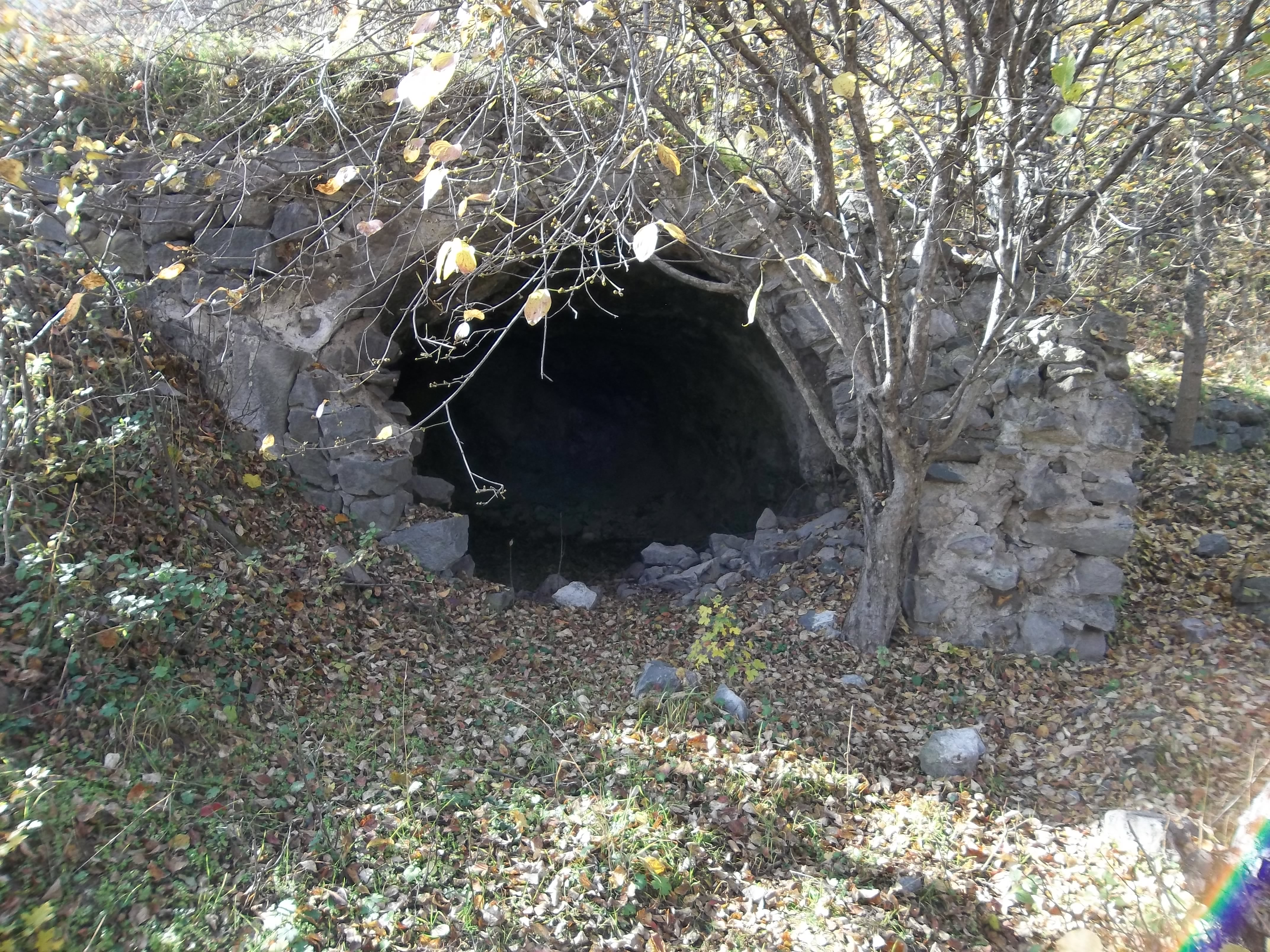
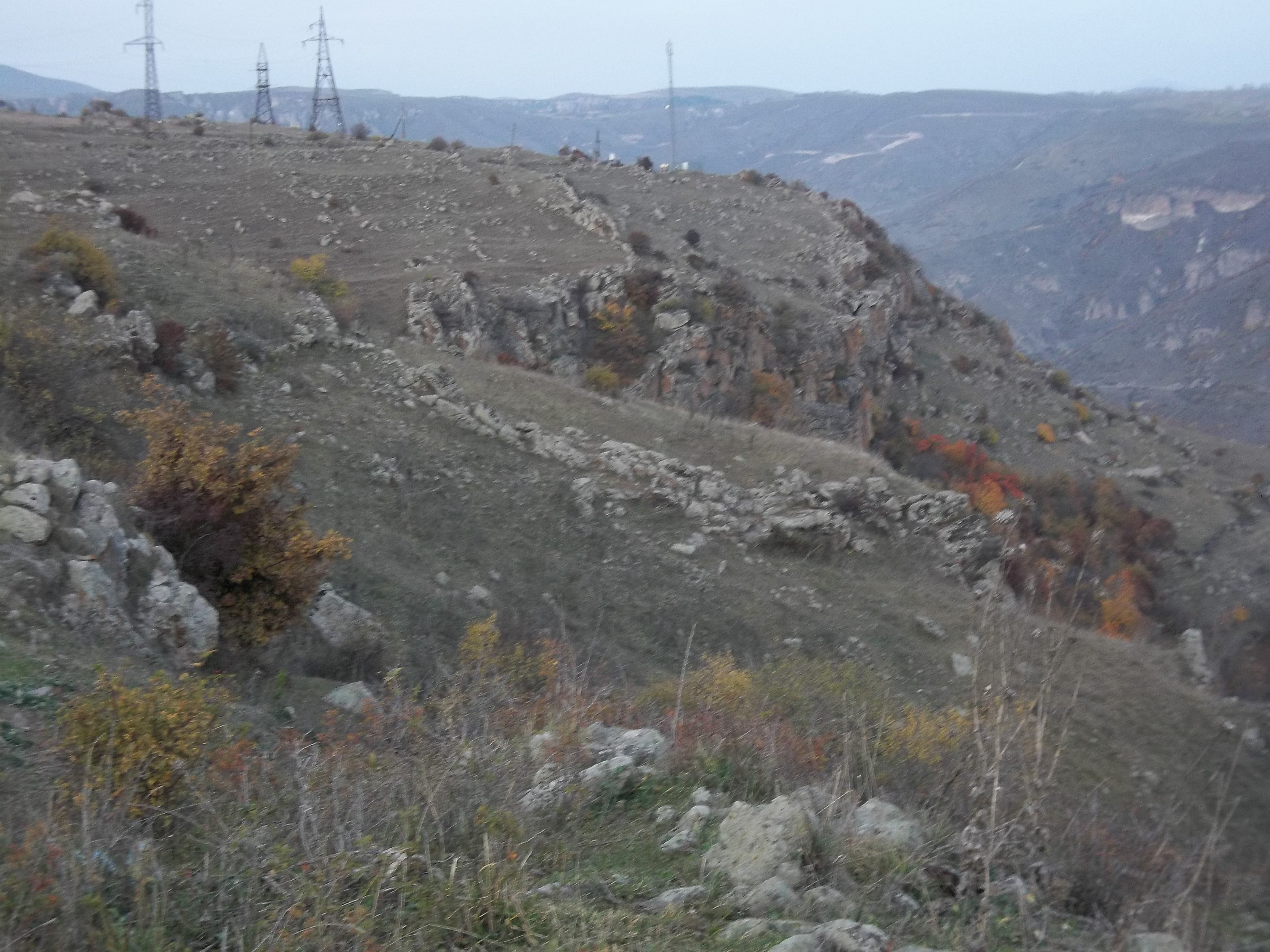
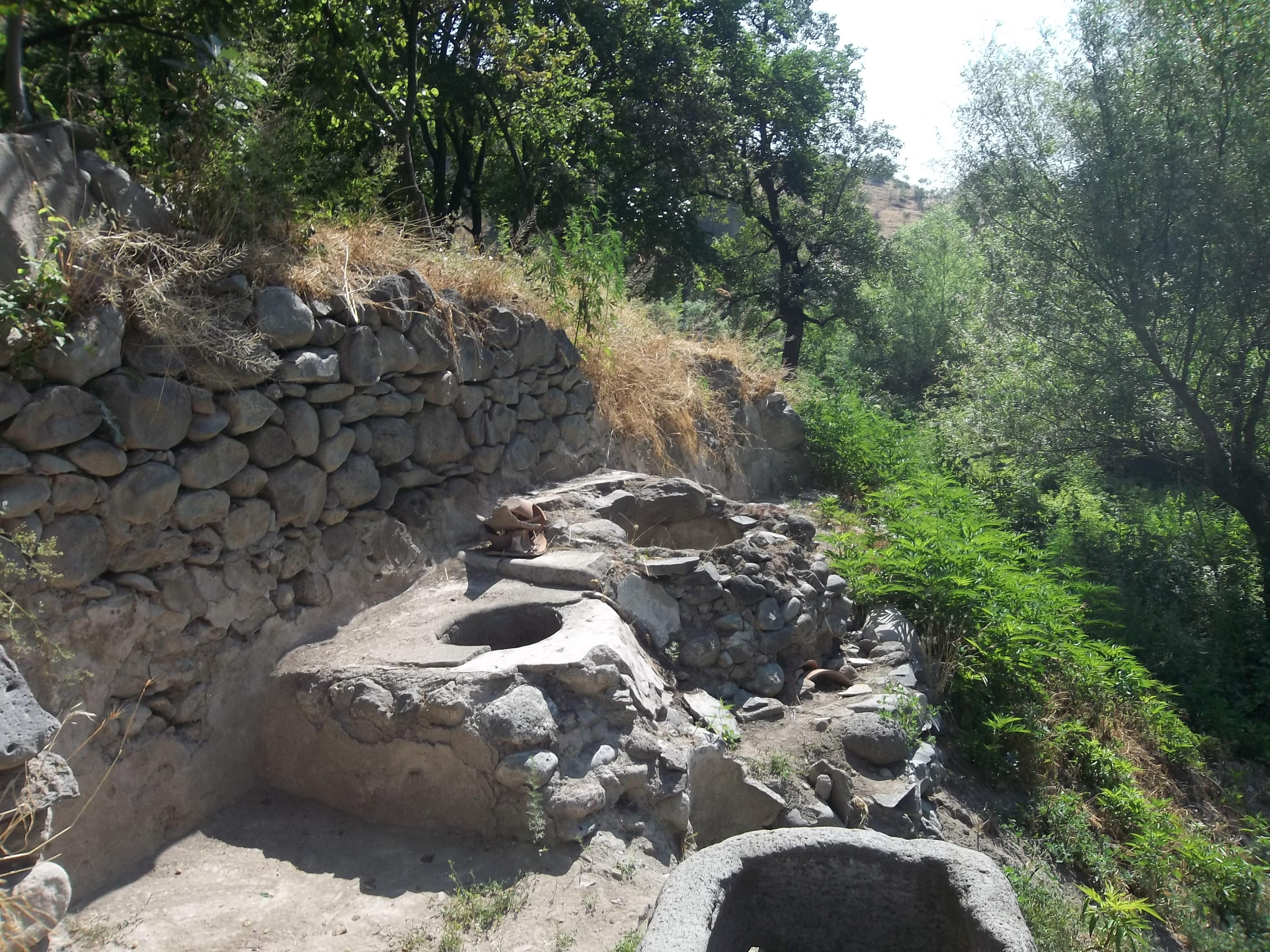
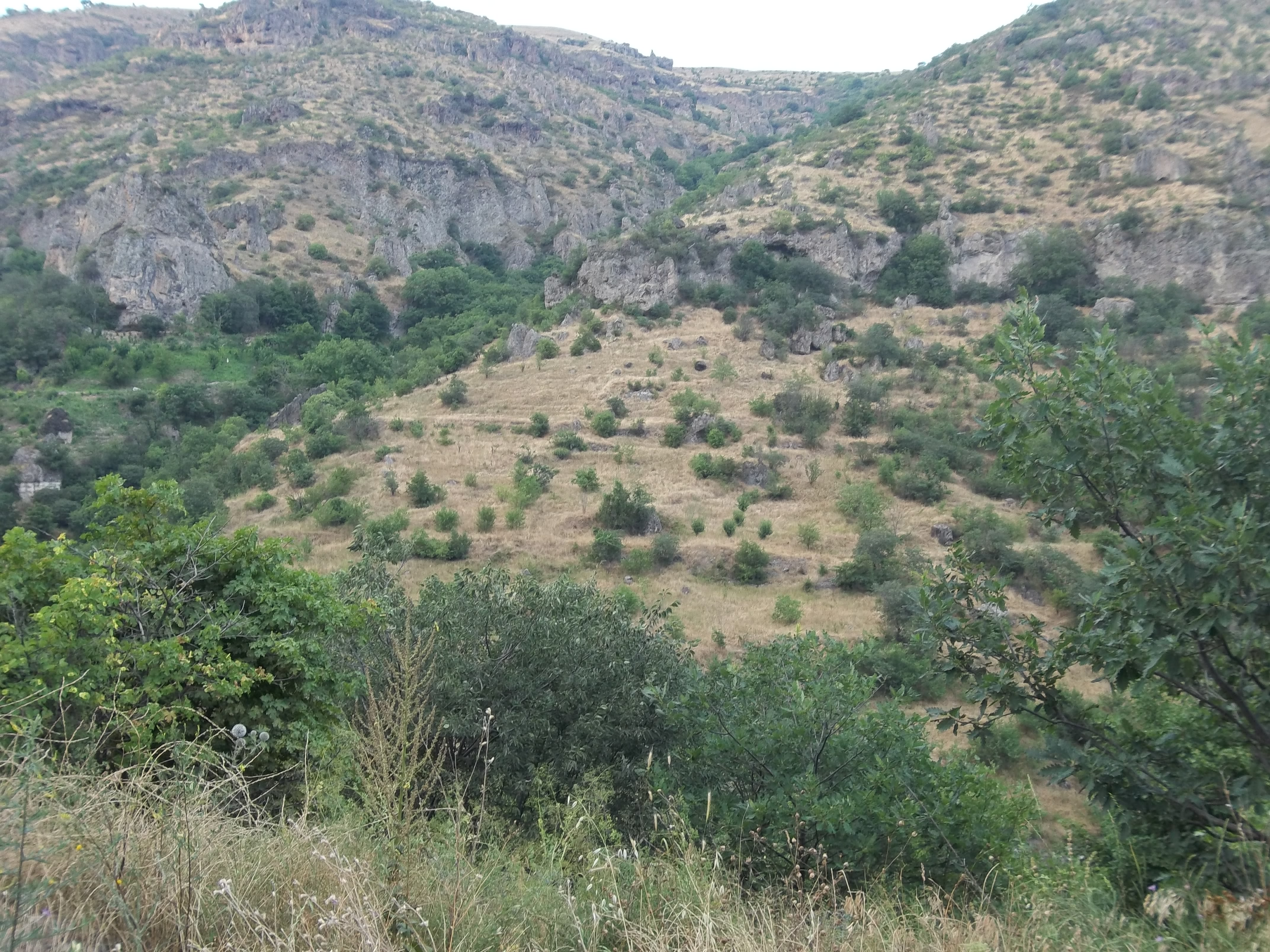
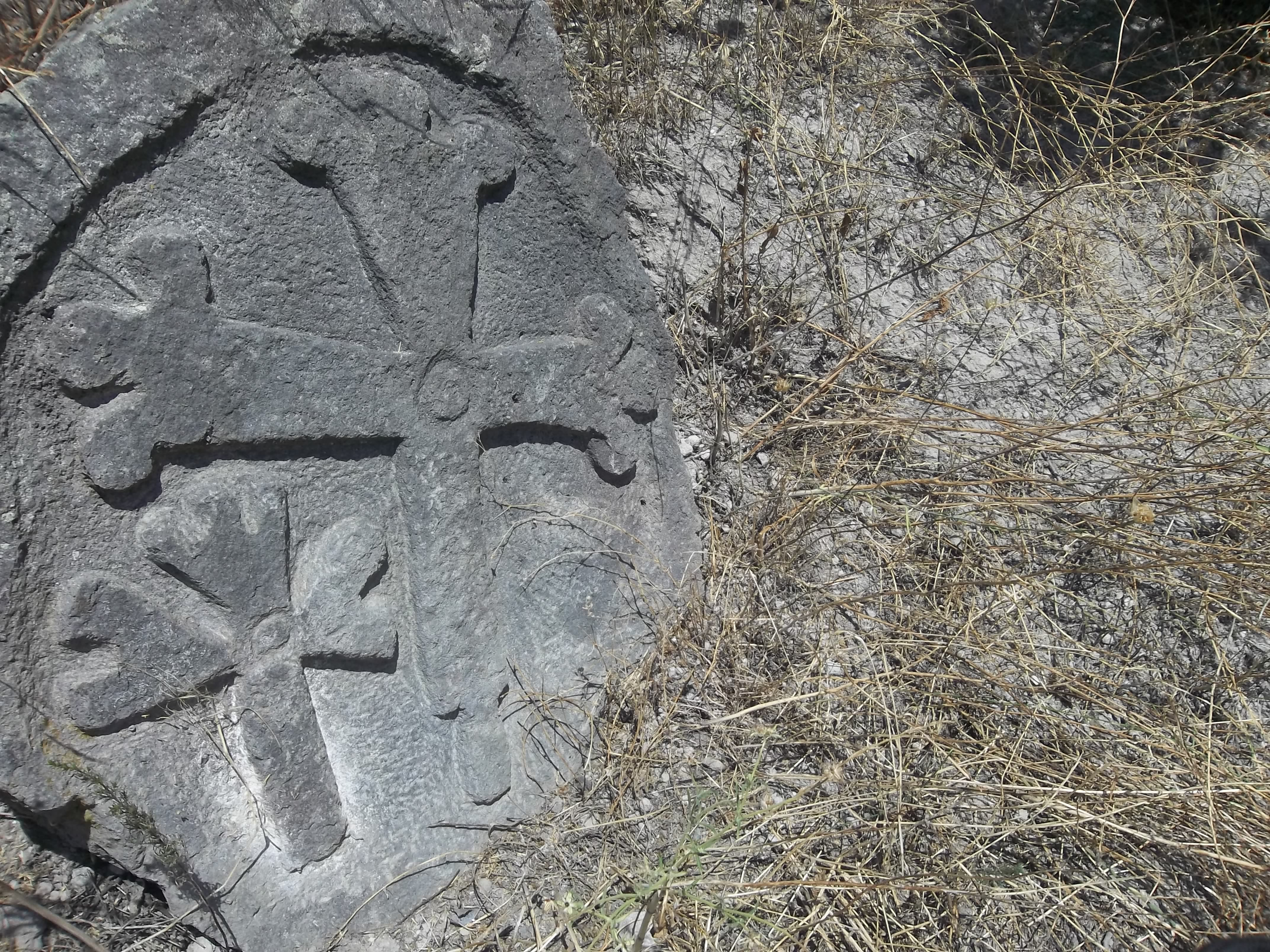
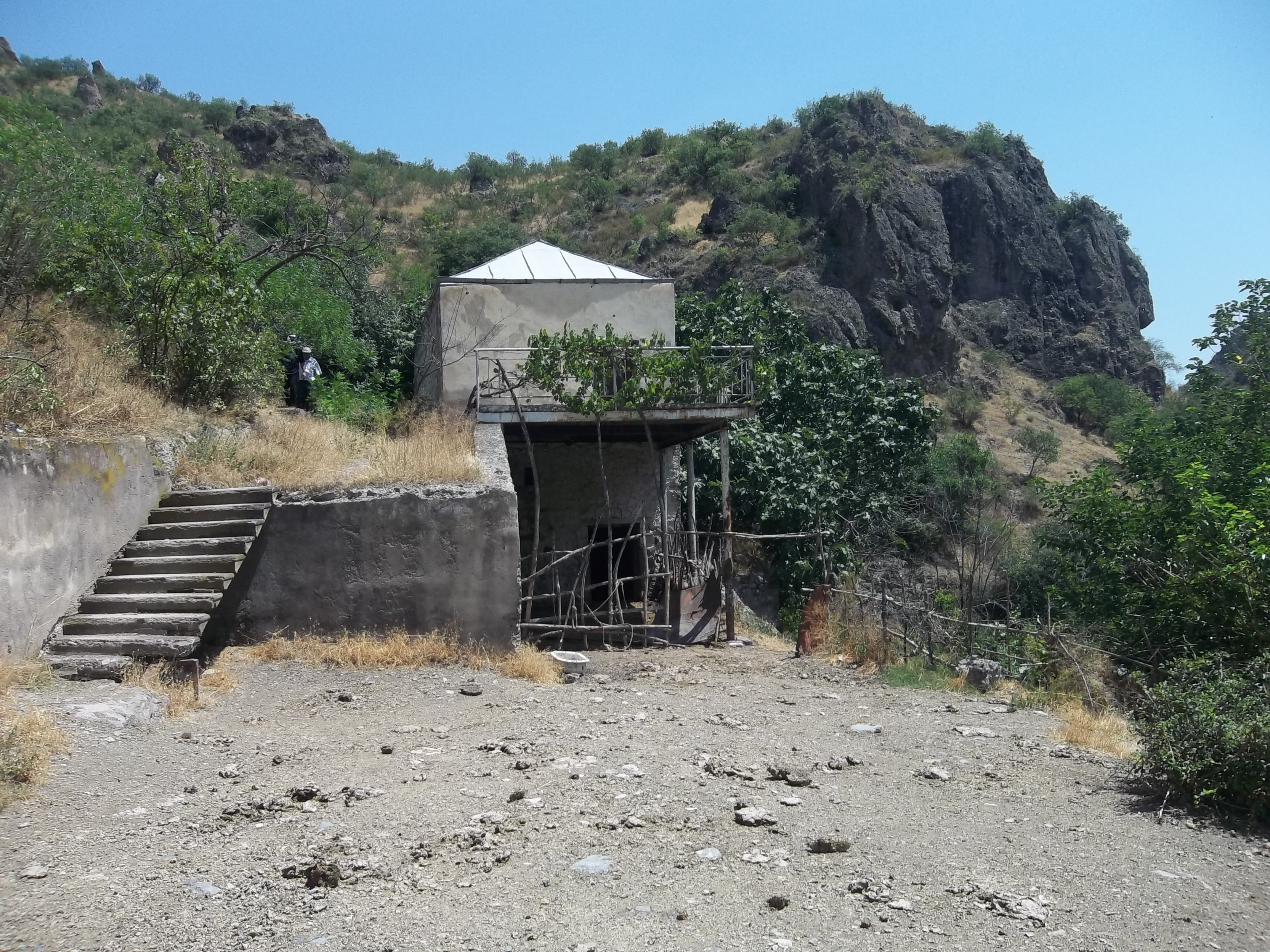
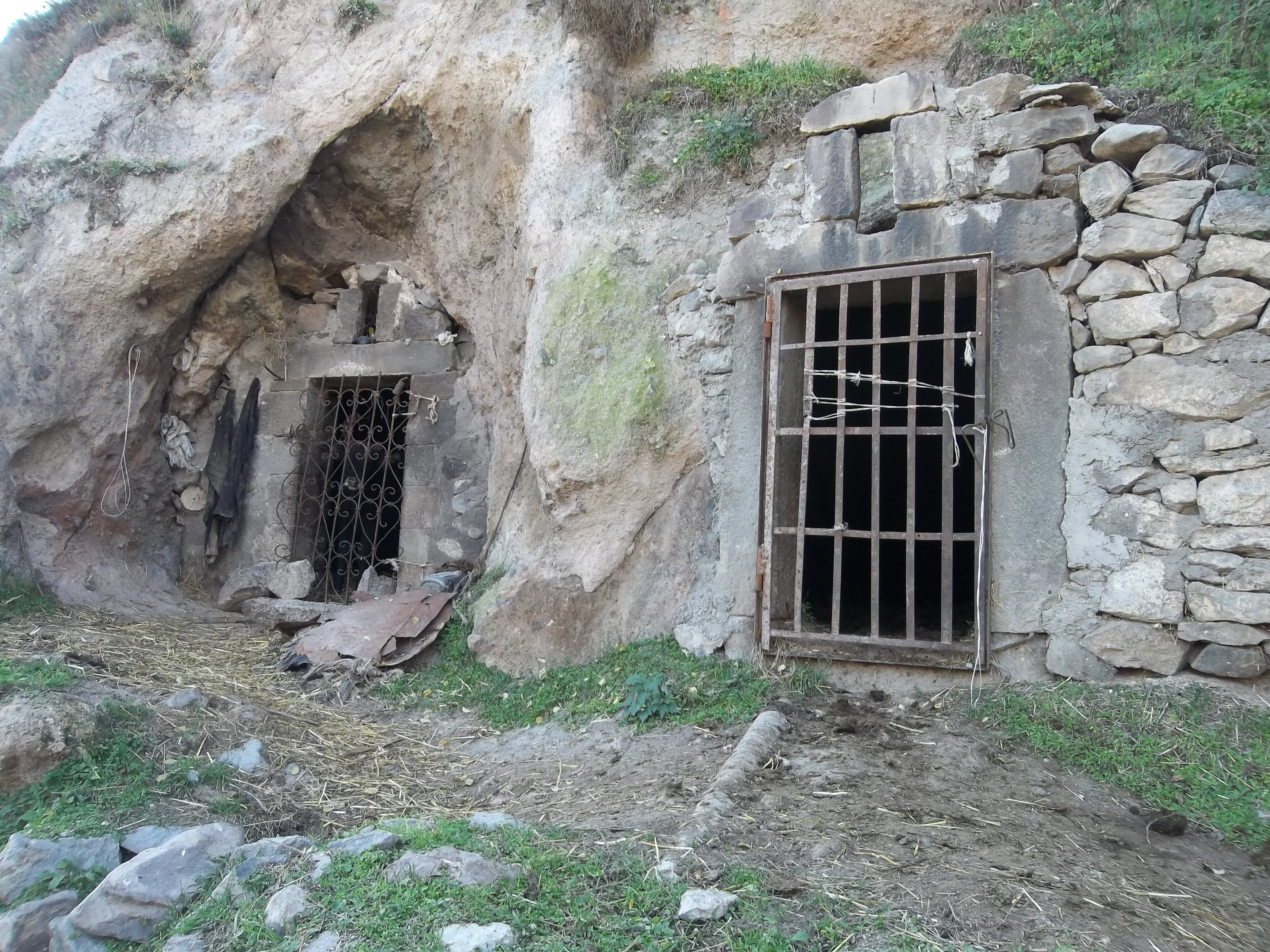
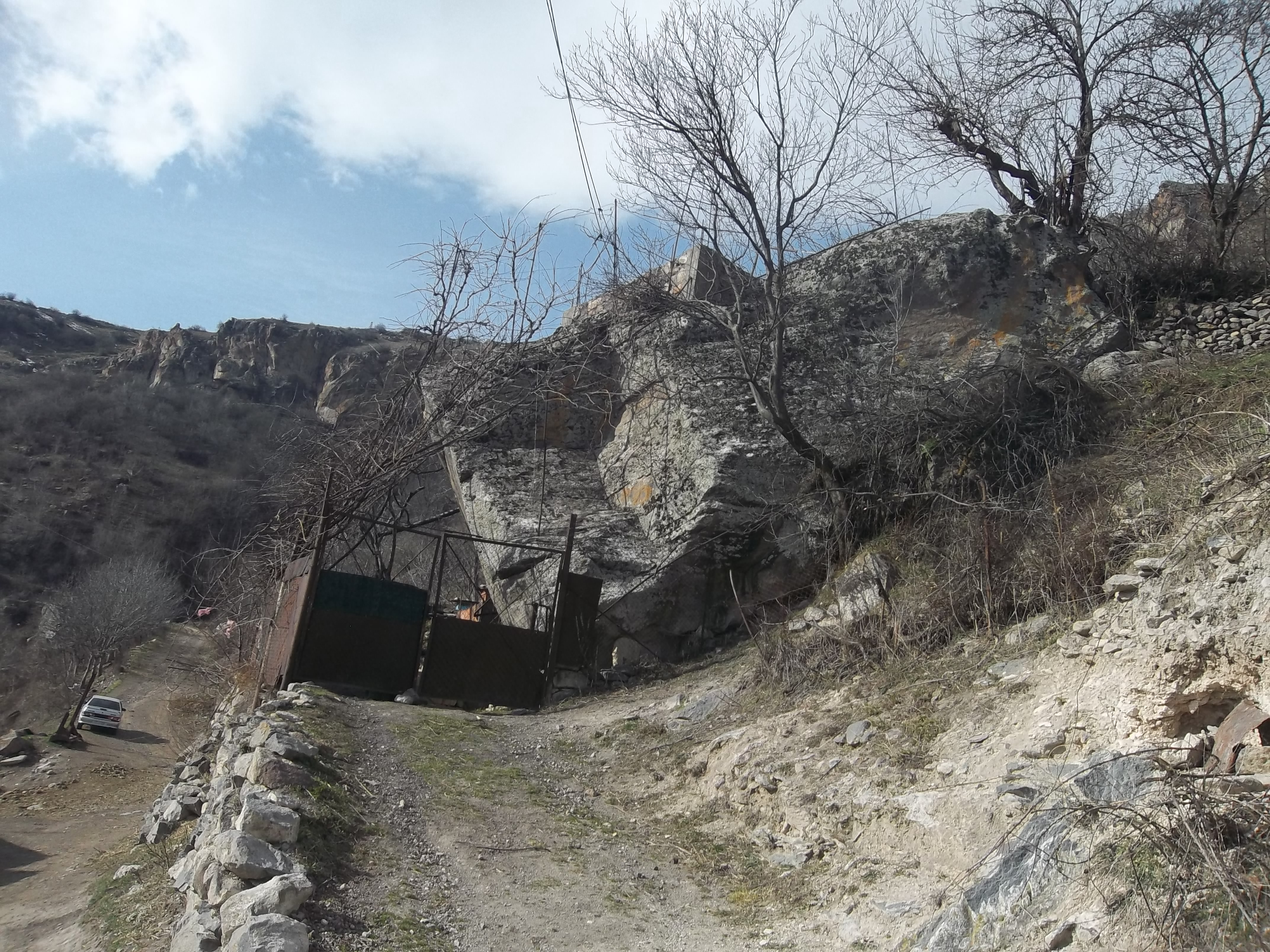
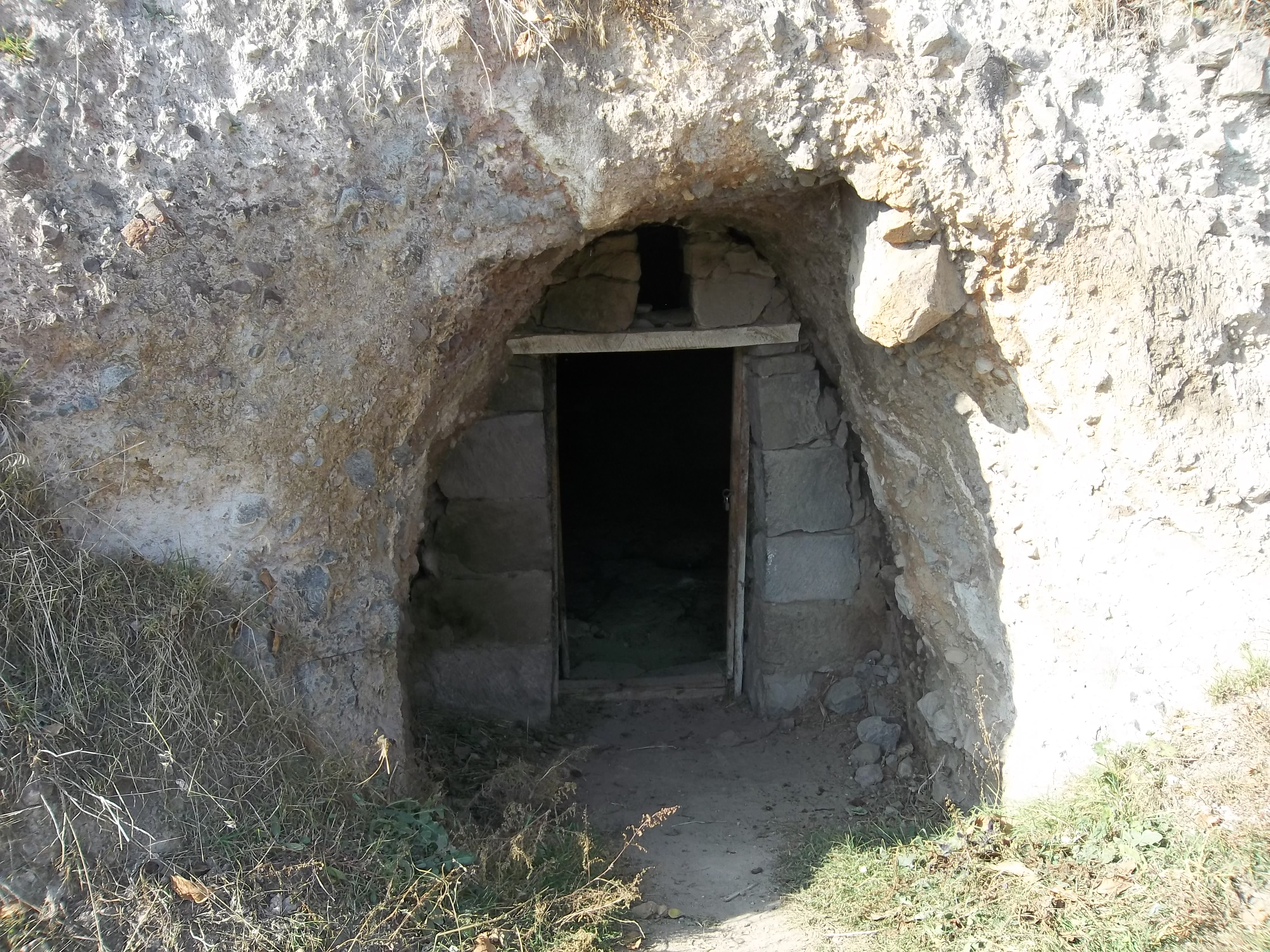
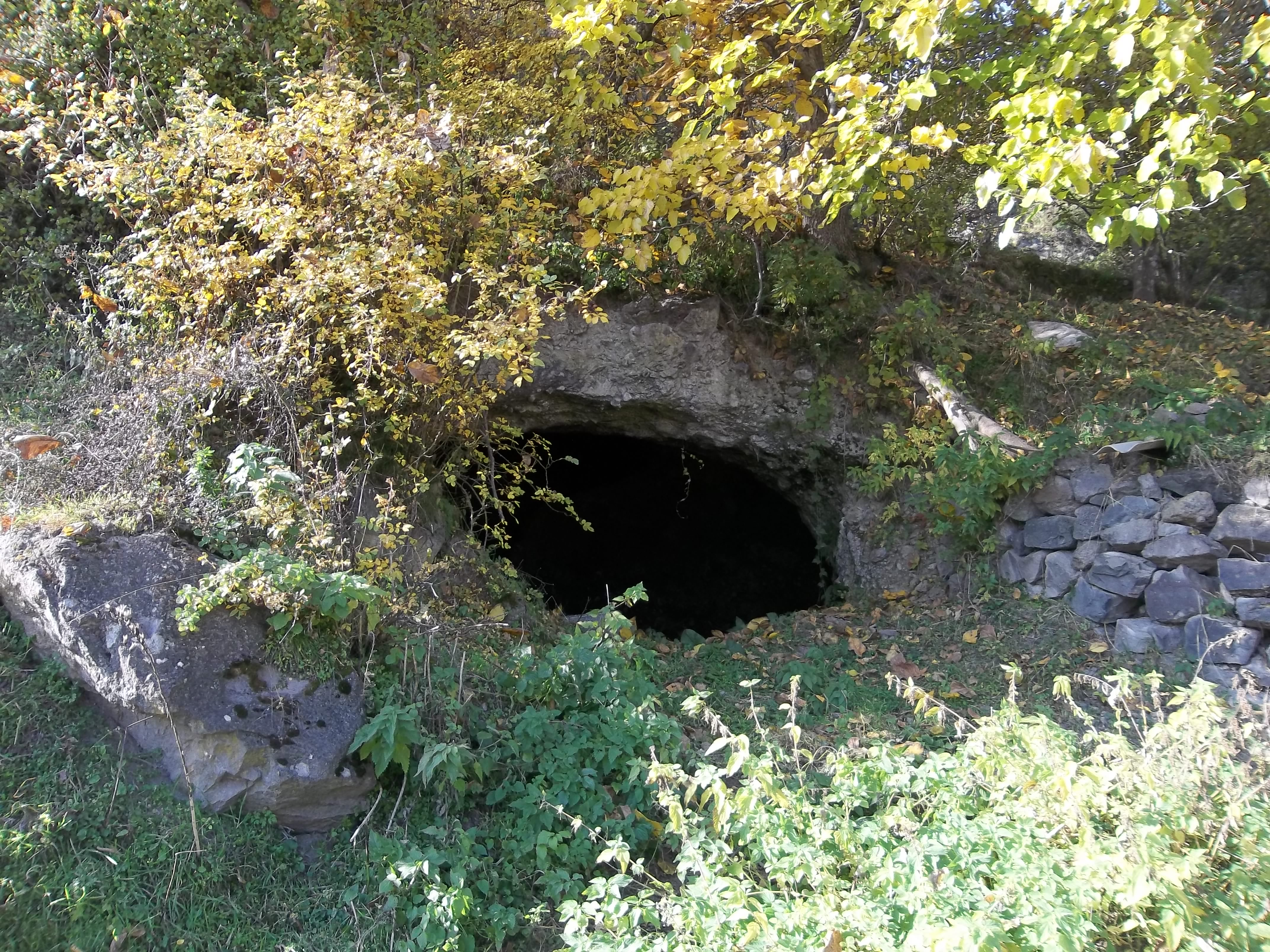
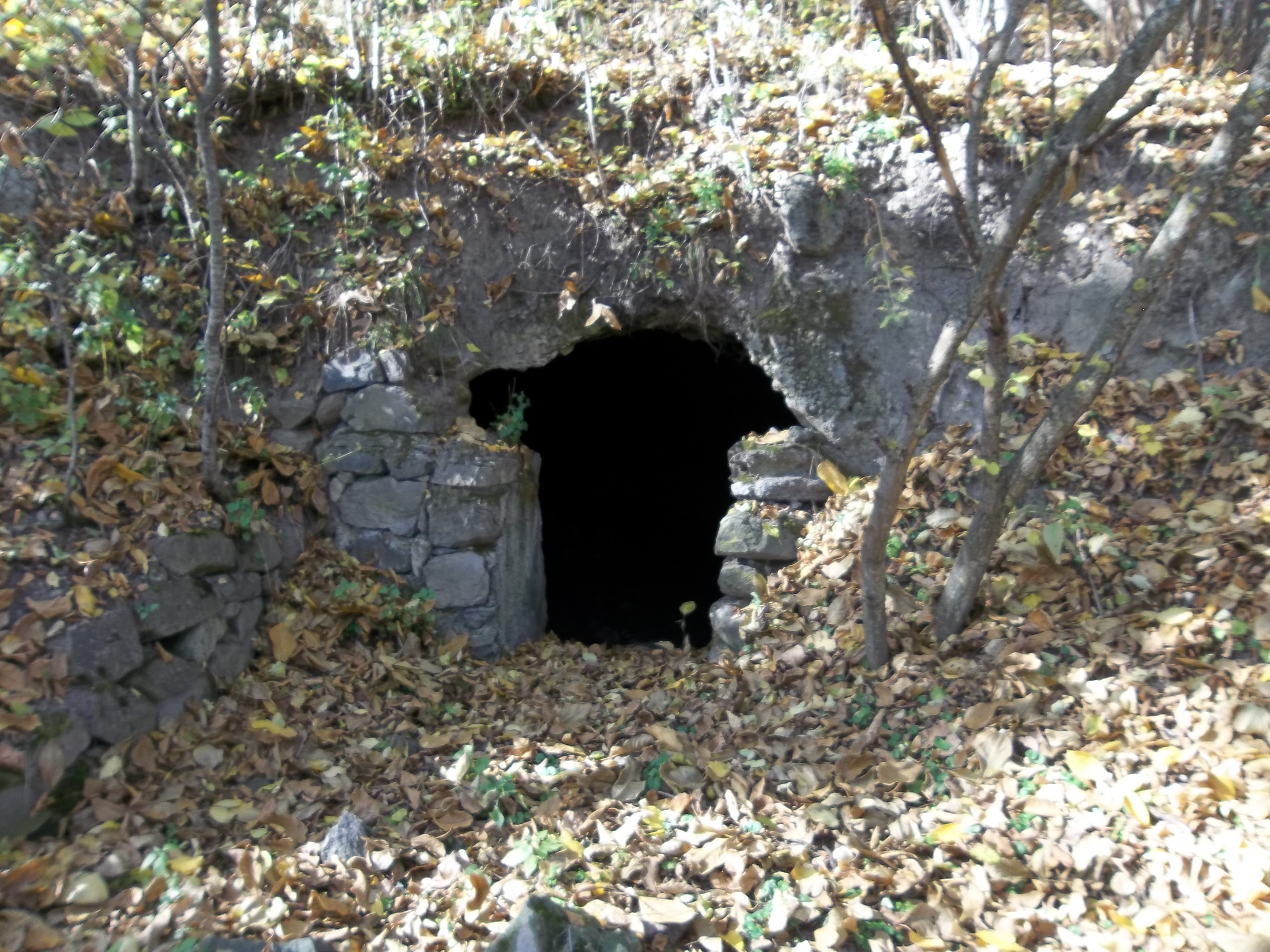
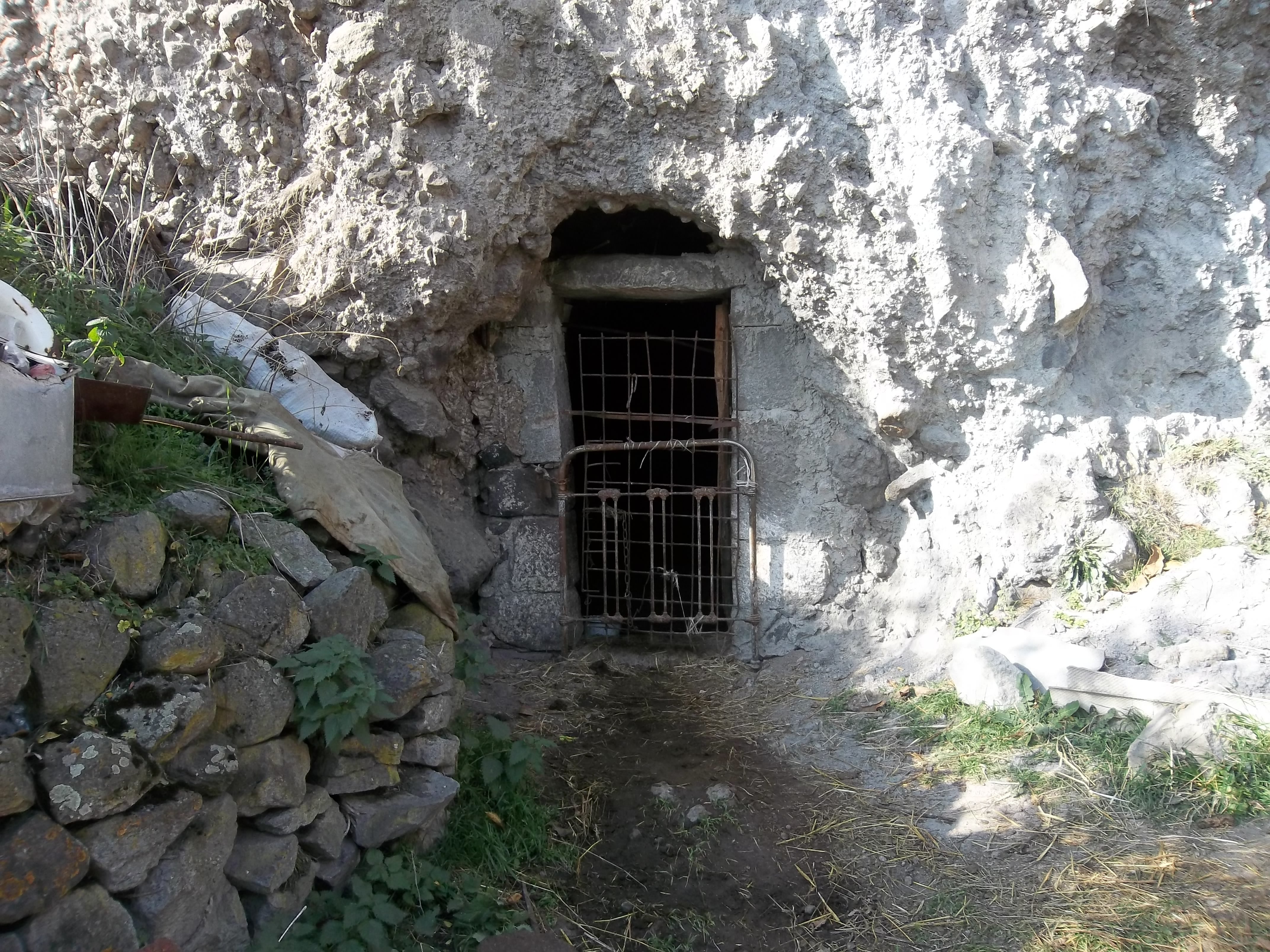
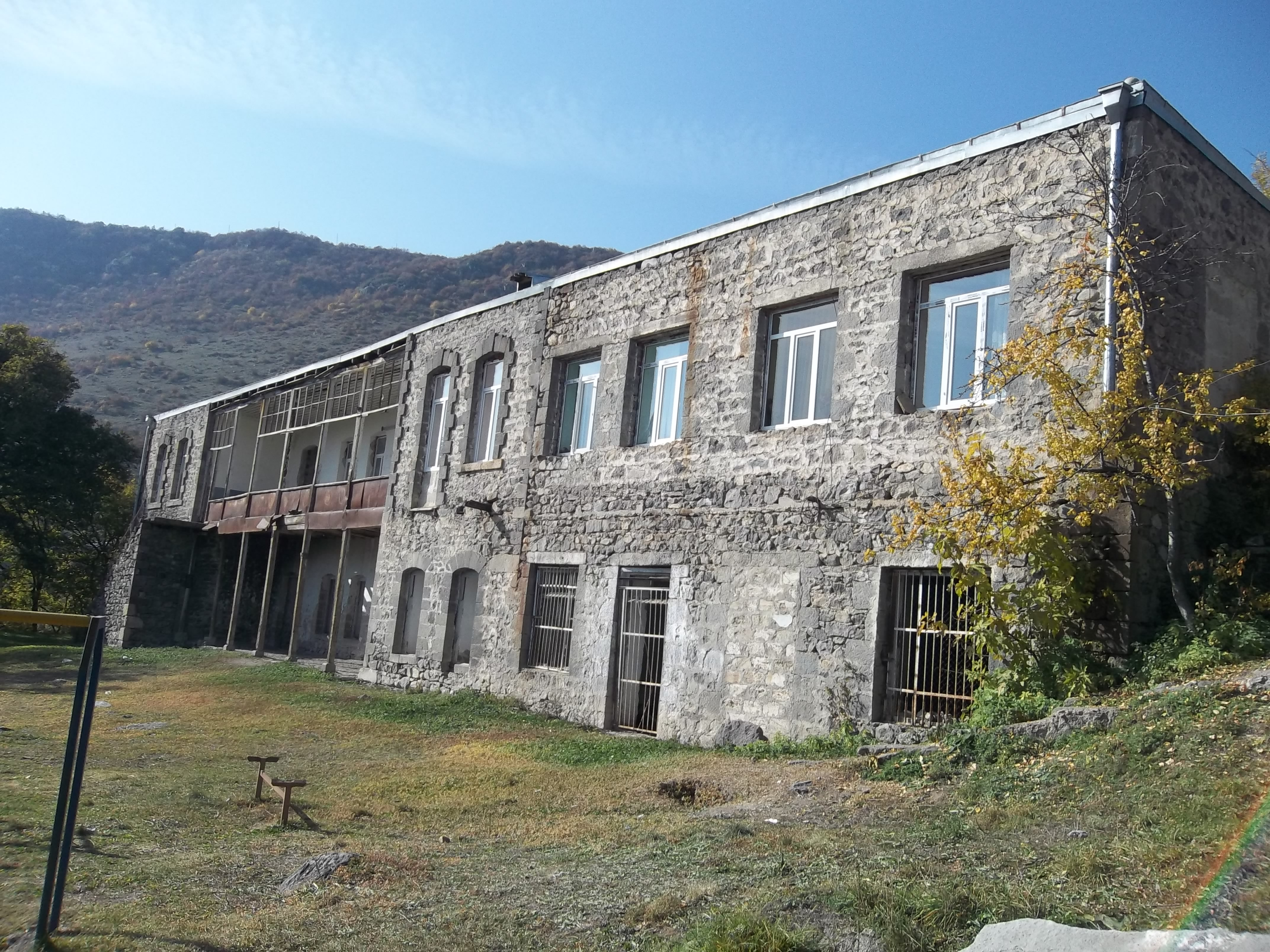
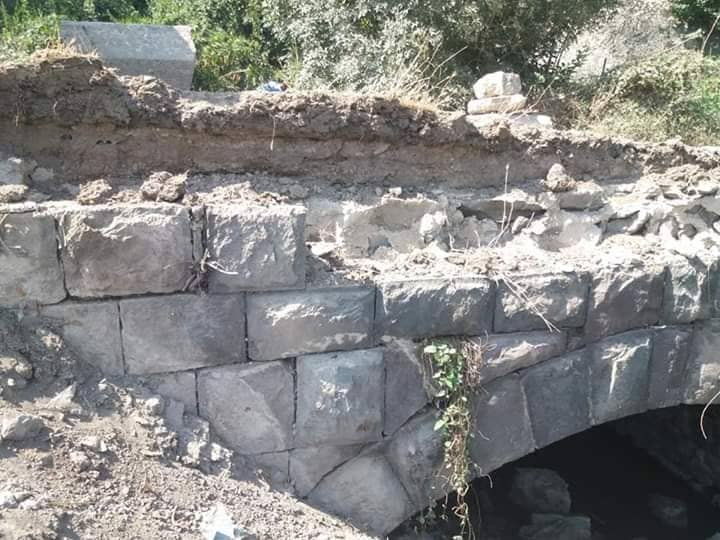
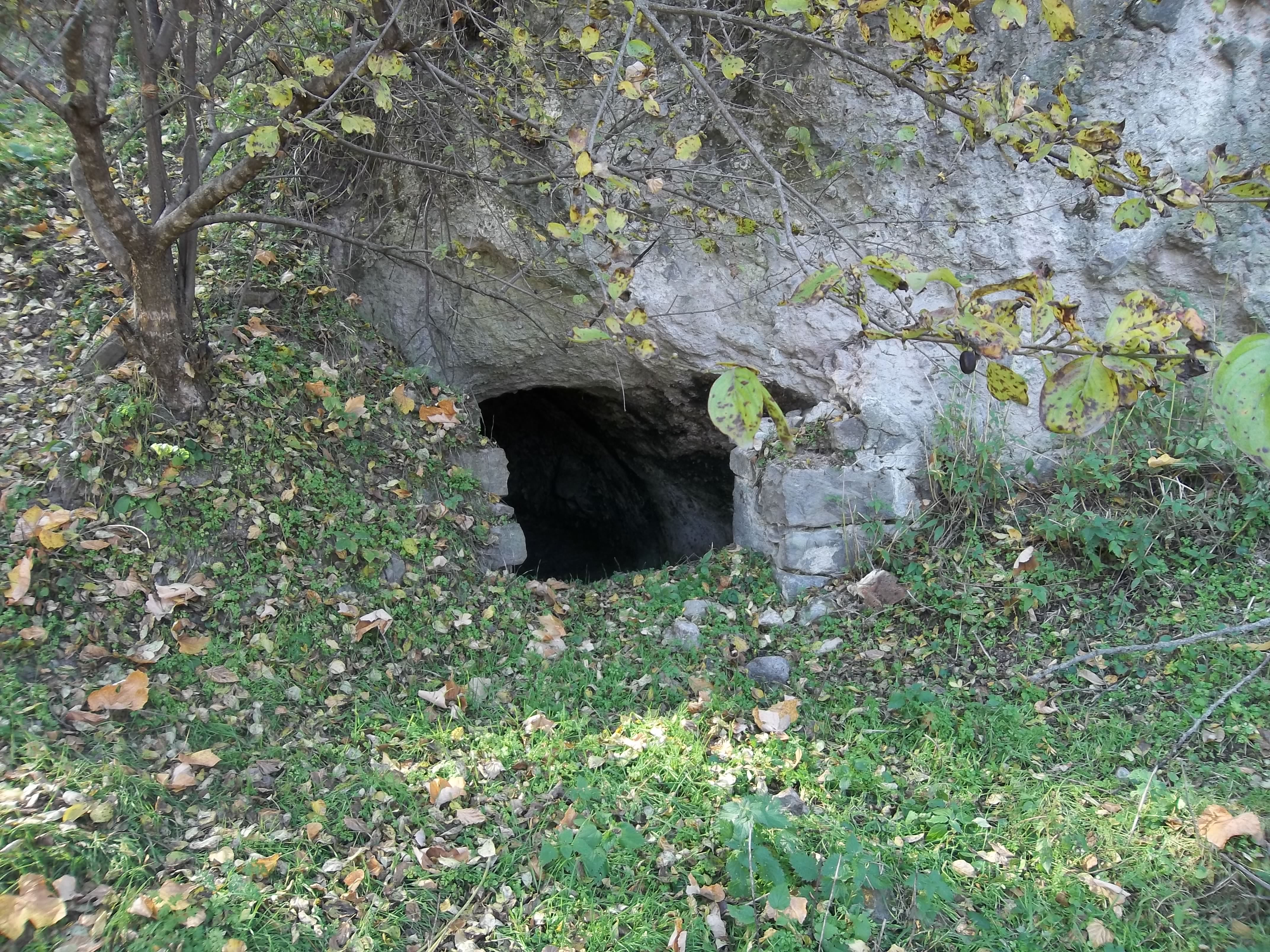
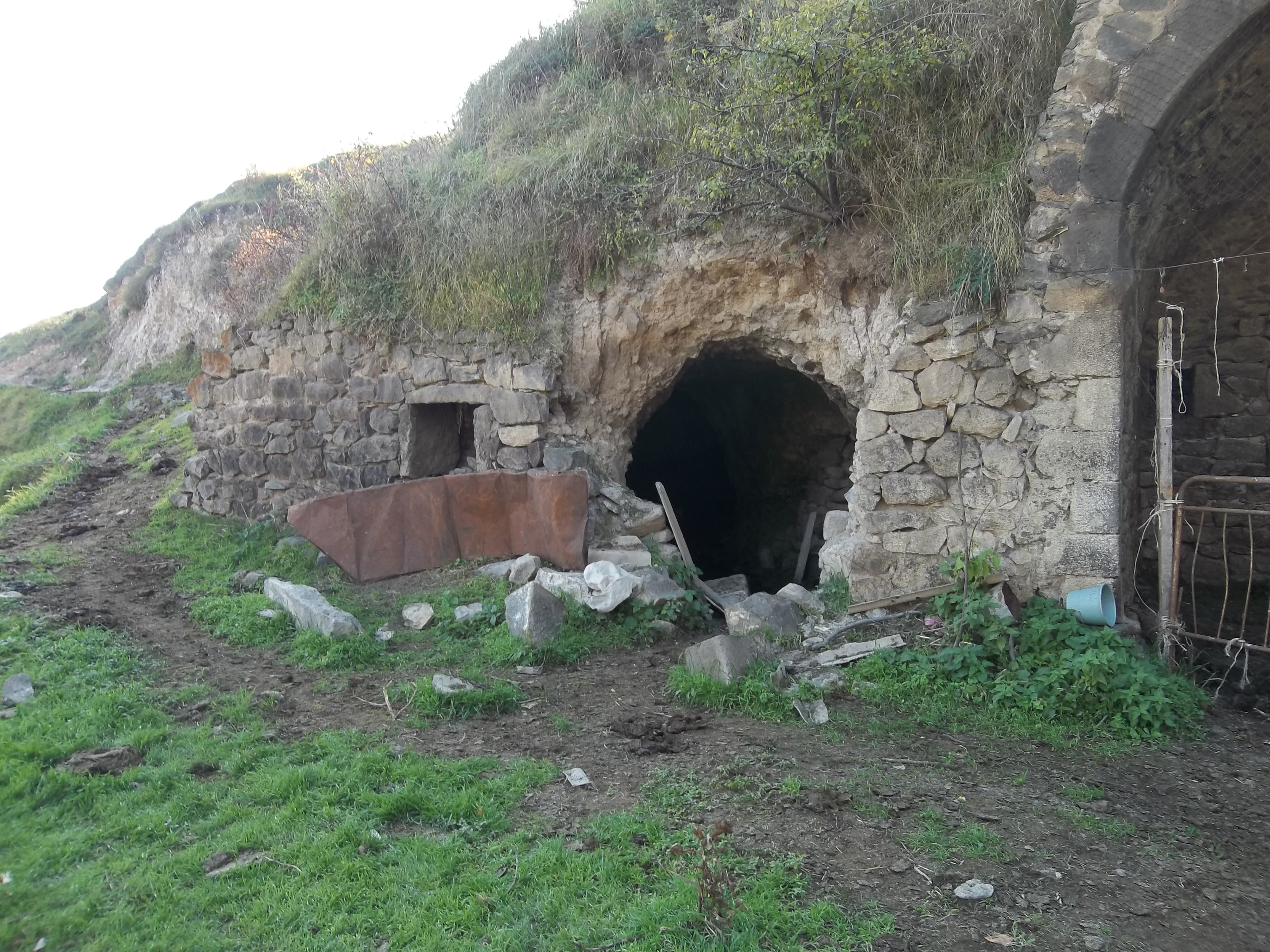
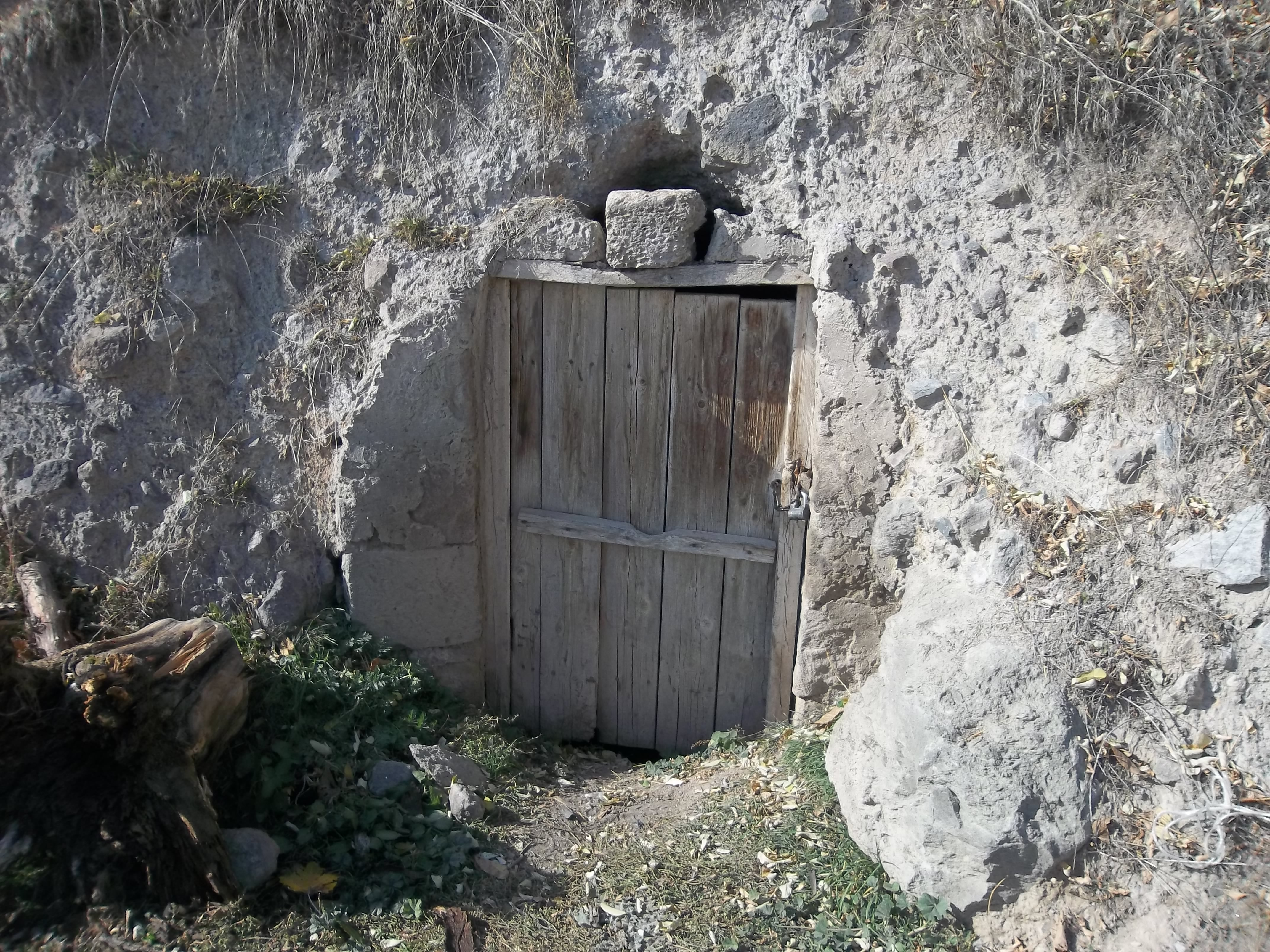
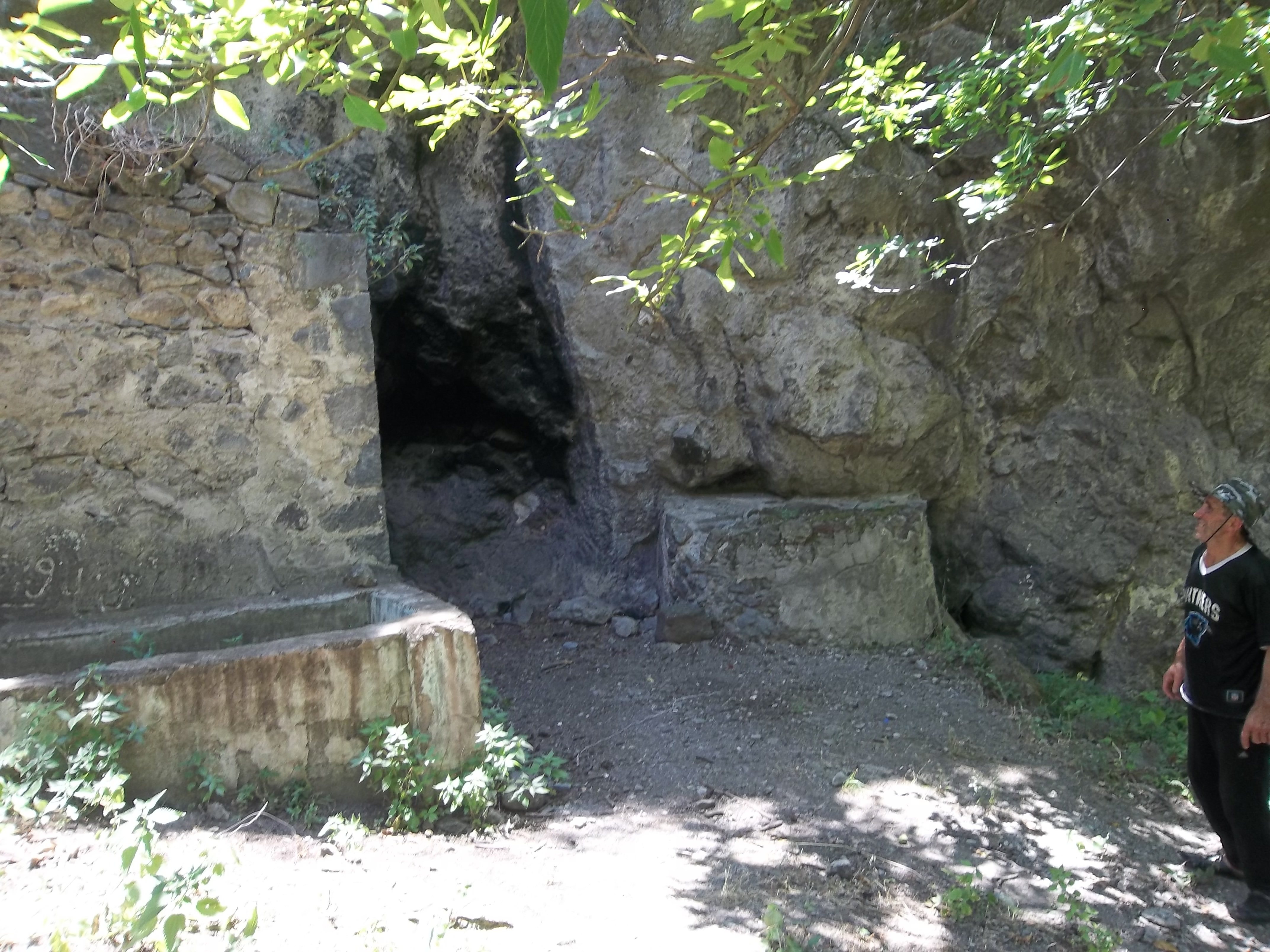